# アメリカ合衆国の保守主義
アメリカ合衆国の保守主義（アメリカがっしゅうこくのほしゅしゅぎ、英: conservatism in the United States）は、特に1950年代以降のアメリカ政治で重要な役割を演じてきている政治思想である。

## 定義
歴史家のグレゴリー・シュナイダーは、アメリカ合衆国の保守主義における幾つかの普遍的なものを定義した。すなわち、伝統の重視、共和主義の支持、「法とキリスト教信仰の規範」および「現代主義文化と全体主義政府に対抗する西洋文明」の防衛である。アメリカ合衆国の保守主義の歴史は競合する思想とそれによる緊張関係で特徴づけられてきた。経済的保守主義者とリバタリアンは小さな政府、低い税率、少ない規制、および自由な事業運営を好んでいる。社会保守主義者は、伝統的な社会価値観が世俗主義の脅威に曝されていると見ているので、学校で行う礼拝を支持し、人工中絶や同性結婚の合法化に反対している。新保守主義者は、アメリカの理想とするものを世界に広げることと、イスラエルに対する強力な支援を望んでいる。超保守主義者（旧保守主義とも言われる）は、多文化主義に反対し、移民の規制を訴えている。保守主義者の大半は民主党よりも共和党を好み、多くの会派は強い外交政策、強い軍隊、イスラエルに対する強い支持を好んでいる。1950年代の保守主義運動は、これら多様な要素を纏めようとし、「神の無い共産主義」の拡散を止めるために団結する必要性を説いた。
1955年、ウィリアム・F・バックリー・ジュニアは著名雑誌「ナショナル・レビュー」第1号で、アメリカ保守主義の考え方を下記のように定義した。

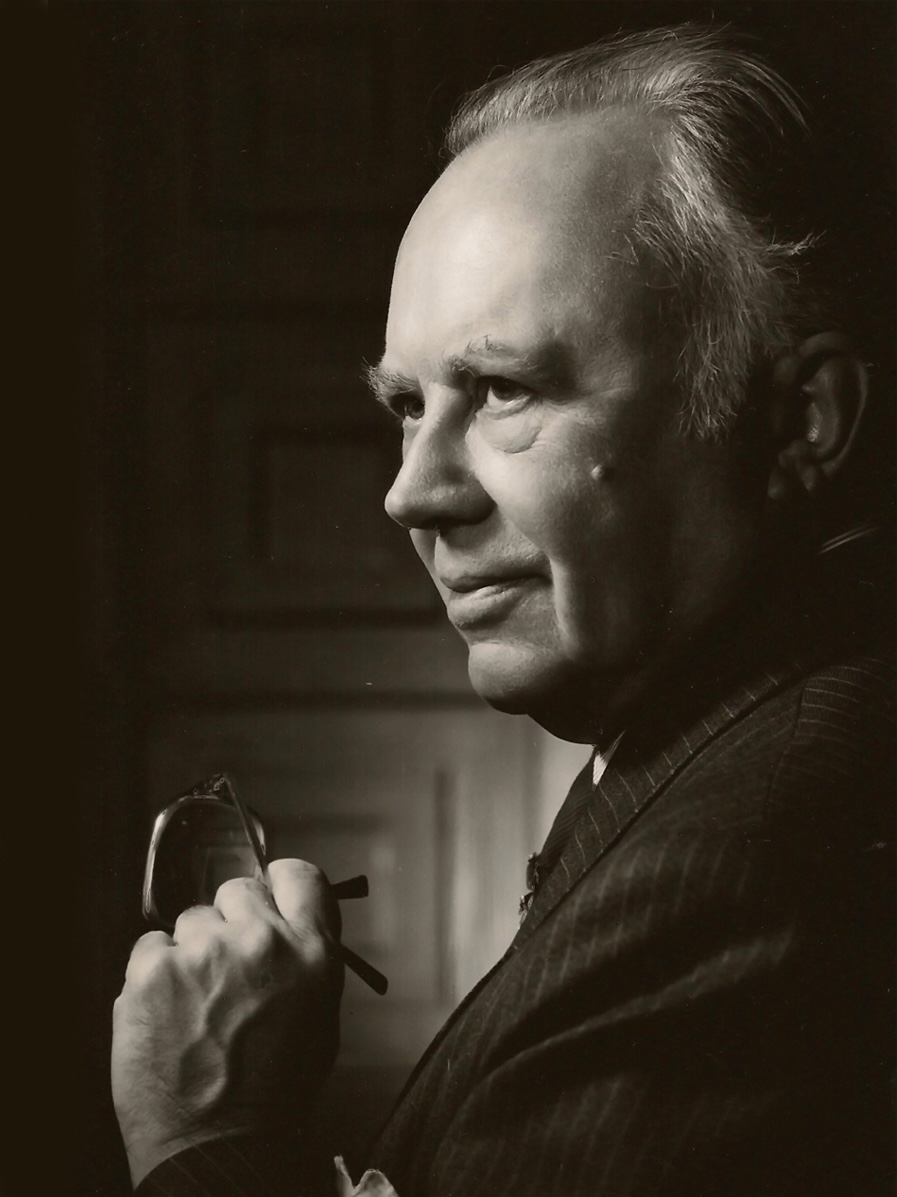
ラッセル・カーク、保守主義のご意見番

1980年代、ロナルド・レーガン大統領は、税の切り詰め、軍事費の巨大な拡大、規制緩和、共産主義の封じ込め政策、大きく強化された軍事力、家庭の価値と保守的キリスト教道徳へのアピールによって保守派共和党を強固なものにした。レーガンのモデルは、社会、経済、外向政策問題で保守派の標準となり、アメリカ史の中でのこの時代は「レーガン時代」と呼ばれるようになった。1991年にソビエト連邦が崩壊した後、保守派の国内問題の中心は、保守派コラムニストであるウィリアム・サファイアが「神、銃、およびゲイ」と呼んだものになった。保守派の有権者は人工中絶、銃の規制および同性結婚に反対するようになった。2001年から2008年、共和党大統領のジョージ・W・ブッシュは、税の切り詰め、歳出の増加、工業と銀行に対する規制の最小化を強調し、アメリカの軍事力を、対テロ戦争、民主主義の拡大、および中東でのアメリカの利権確保のために使うことを進めた。
現代保守主義のその他の考え方には、世界政府への反対（政治的左翼の反グローバリゼーションと考え方を共有）、さまざまな環境問題の重要性あるいは妥当性に対する懐疑、問題を解決するために政府に頼ることよりも自律することの重要性、国としてのイスラエルの支持、公立学校における礼拝の支持、銃規制に対する反対、胚性幹細胞（ES細胞）研究に対する反対、強い法と秩序政策の支持、法の厳格な強制、犯罪常習者に対する長期の刑期、などがある。
2011年8月1日に行われた世論調査に拠れば、アメリカ人有権者の11％は「大変保守的」、30％は「保守的」、36％は「中庸」、15％は「リベラル」、6％は「大変リベラル」と回答している。これらの数字は1990年以降ほぼ横這いである。
アメリカにおける「保守主義」の意味は、その言葉が使われる条件で共通するものはほとんど無い。2011年にレオ・リビュフォが述べているように、「アメリカ人が現在保守主義と言っているものは、世界の大半で自由主義あるいは新自由主義と呼ばれているものである。」1950年代以来、アメリカ合衆国の保守主義は主に共和党と関わってきた。しかし、人種差別の時代に多くの南部民主党員は保守的であり、1937年から1963年まで連邦議会を支配した保守合同では重要な役割を果たした。

## 歴史
アメリカ合衆国では保守党と呼ばれる全国政党は無かった。アメリカの主要政党は全て、1776年に国が作られたときの共和主義と自由概念を支持し、自由の強調、幸福の追求、法による規制、貴族政治への反対、平等権の強調が叫ばれてきた。アメリカ合衆国国内の政治的な区分は、左翼と右翼の区分が高度に分極化してフランス革命を始めさせたようなヨーロッパから見れば、小さく些細なことだった。
しかし、アメリカの歴史家パトリック・アリットは、「アメリカの歴史を通じて特定の継続性を見て取ることができる。保守的な「姿勢」は、過去への信託、長い間に確立された思考と行動の様式、および新規なものは利益よりも危険である可能性が強いと見なすことである。」としている。
1776年以来、確立された教会（国教会）や世襲貴族制のようなヨーロッパの「保守主義」概念を提唱するアメリカ人は居なかった。むしろ、アメリカの保守主義は、進歩のユートピア的概念に対する反応である。ラッセル・カークはアメリカ合衆国の独立自体を「イギリスの政治的な伝統の中で王政による改革への保守的な反応」と見ていた。

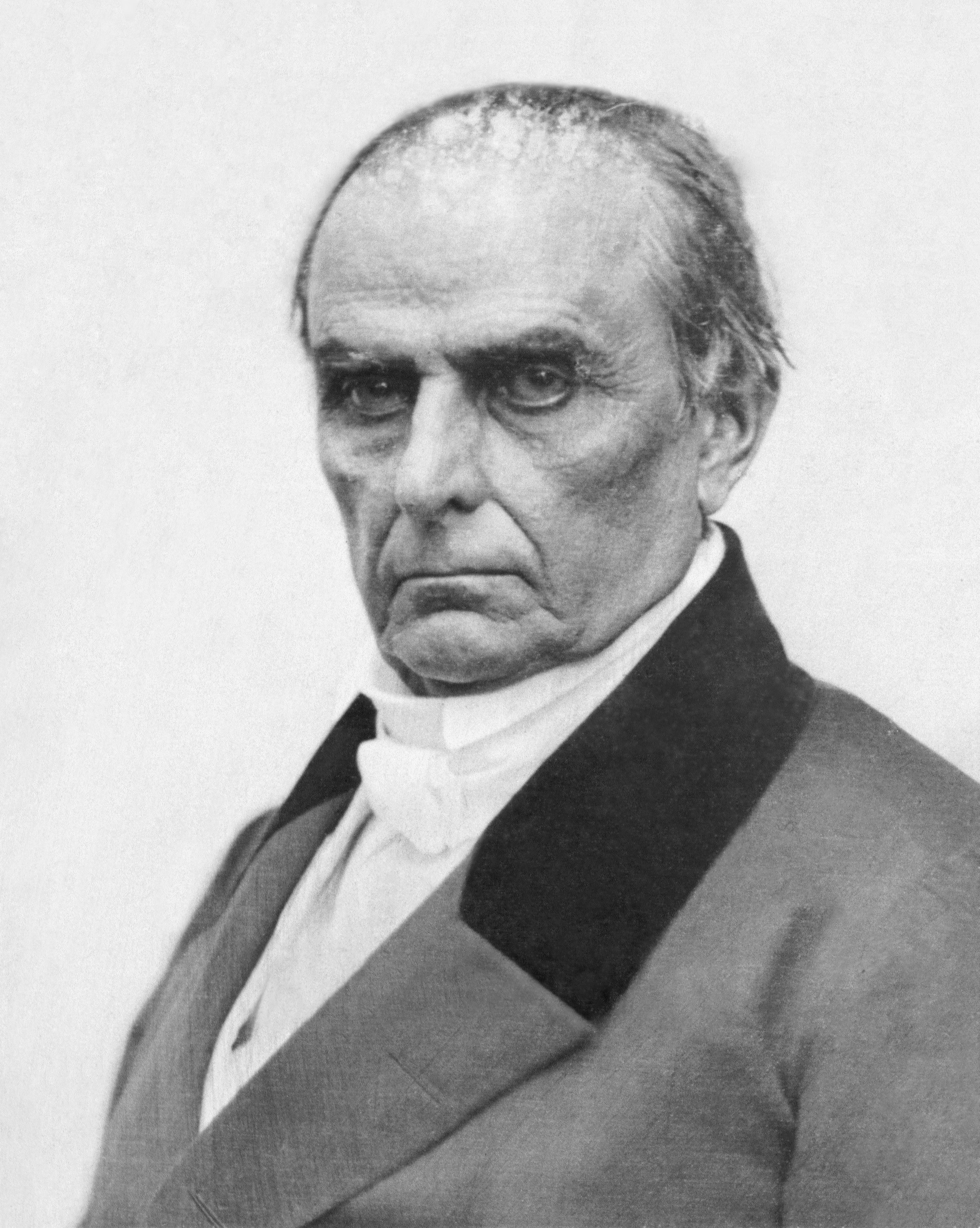
ダニエル・ウェブスター

1790年代、連邦党のエリート主義に反対し、それがイギリスの君主制のようなものを押し付けることを恐れたことから、ジェファーソン流民主主義が起こった。ジェファーソン派は、強い連邦政府と干渉主義の司法に反対した。これらは後に保守派によって問題にされた。1830年代までに保守主義はホイッグ党として識別され、銀行、事業および経済の近代化を支持し、貧しい農夫や都市労働者階級を代表したジャクソン流民主主義に反対した。ホイッグ党員は独立時の愛国者が使ったので「ホイッグ」という名称を選んだ。ダニエル・ウェブスターなどのホイッグ党指導層はその新党を「保守党」と称し、伝統、拘束、階級性、および中道への回帰を求めた。
南北戦争のとき、南部は奴隷制度拡大の権利のために戦ったが、北部は連邦を保つために戦った。戦後、「保守」は、解放奴隷に完全な市民権を与えることを望んだ急進派共和党員に反対することを意味した。レコンストラクション時代、保守は、解放奴隷に政治的な権限を与え、元アメリカ連合国に与した者から権限を奪うことを望んだ急進派共和党員に反対することを意味した。

### アメリカの独立
21世紀のアメリカ保守派は、建国の父達に対する強い憧憬を表明し、その価値観とみるものへの帰還を要求している。歴史家はこの価値観を「共和主義」と呼んでいる。このような主張にメディアも大きな注目を浴びせてきた。アメリカ独立戦争の当時、イギリスの支配下にあった植民地人は、ヨーロッパ人の世界においては最も自由な政府の下で生活していた。彼らはその歴史ある権利を守り保とうと激しい決断を下した。1750年代までに、大半のアメリカ人は土地を所有し、地方政府を支配する選挙で投票できた。地方や植民地の税金は安く、イギリスから徴収される税金も少なかった。
しかし、イギリス帝国に結び付けられた大きく強力な要素もあった。例えば富裕な商人は国際貿易に従事し、イギリスからの役人や利権保持者がいた。イギリス王室に忠誠なままだったものたちはロイヤリストあるいは「トーリー」と呼ばれた。ロイヤリストは、革命的な変化に対して既存の帝国を守ろうとしたことで「保守的」だった。その指導層は、秩序を愛し、優れた者を尊敬し、劣った者を見下し、遠くの貴族制による支配よりも身近にいる暴徒による民主的支配を恐れた富と資産を持つ人々だった。アメリカ人として昔からある権利を守るか、国王に対して忠誠であるかという選択を求められたとき、彼らは国王と帝国を選んだ。独立戦争後、約7万人のロイヤリストが新生アメリカ合衆国を離れ、大半はまだ自分達がユナイテッド・エンパイア・ロイヤリストと呼ばれていたカナダに移った。
独立戦争を戦った愛国者はイギリス国民としての伝統的な権利を守るという名目で参戦した。特に「代表なくして課税なし」という権利が重んじられた。急速に成長する植民地に対しイギリスの議会が課税し支配しようとしたことに対し、反対が強まっていった。1773年のボストン茶会事件の後、イギリスがボストン市に重い制裁を加えると、愛国者達は植民地ごとに纏まり、戦う準備を始めた。1775年春に戦争が始まり、13植民地全てがイギリスからの役人を追い出すために集まった。各植民地は大陸会議を形成し、それが事実上全国政府となり、ジョージ・ワシントンの下に軍隊を立ち上げ、フランスからの支援を獲得し、1776年7月には「アメリカ合衆国」として独立を宣言した。愛国者達は共和主義の概念で共通意識を持ち、それによって（国王ではなく）人民が主権者となり、あらゆる市民は法的に平等な権利を持ち、選挙で選ばれた議会が法を作り、権利を継承し、軍を設立し、教会は拒絶し、王室政治にあった類の腐敗は拒絶された。
ラバリーは、独立に反対したロイヤリストを基本的に保守にした8つの特徴を挙げた。心理的に彼らは年をとり、身分が確立され、革新に抵抗した。彼らは合法の政府である王室が道徳的に悪であるという考え方に抵抗した。愛国者が家を燃やしたりリンチを行ったりする暴力に訴えると、疎外感を抱いた。彼らは中道を取ることを望み、愛国者がその反対の立場を宣言するよう強制すると怒りを感じた。（事業や家族のつながりを通じて）昔からイギリスに対する感情的親近感があった。独立はいずれやってくるものと先送りにする者であり、その時節を先に延ばすことを欲した。暴徒支配（衆愚政治）から来る無政府状態や専制政治の可能性に気づき、それを恐れる者だった。最後に、愛国者が示した未来について自信の持てない悲観論者だった。戦後共和主義の原則を進んで受け入れたロイヤリストは80％が国内に留まり、受け入れを拒否した者はその保守主義を保ったままイギリス帝国の他地域に移った。革命の新しい原則はあらゆる関係者からアメリカ政治的価値の中核と認められ、それ以降現在アメリカ保守主義と呼ばれるものの中核的原則の一部となった。
アメリカ独立は保守派エリート層の古いネットワークを破壊した。王党派役人、金持ち商人、および土地を所有していた郷士が多く出国したことで、植民地の大半を支配してきた階層的ネットワークを破壊した。例えばニューヨークではドランシー、ドペスター・ウォルトンおよびクルーガー家の主要メンバーが出国したことで、ハドソン川流域の大半を所有し支配していた家族間の絆を弱化させた。同様にペンシルベニアでは、ペン、アレン、チュー、シッペンといった強力な家族が出国し、古い上流階級の団結が無くなった。新しい者達が裕福な商人になったが、彼らはエリート主義に置き換わった共和主義の平等性という精神を共有しており、その後アメリカ人が強力な上流階級を再生させる動きは無かった。ボストンのある裕福な愛国者は1779年に、「5年前に私の靴を清めていたヤツが財産を蓄え、二輪馬車に乗っている」と記していた。ロイヤリストの大多数はアメリカに留まり、新しい共和国に忠誠だった。その大半は政治を避けた。確かにイギリス帝国への回帰を求める復古運動を行うことは無かった。例えばロイヤリストのサミュエル・シーベリーは政治を棄てたが、アメリカ合衆国では最初の聖公会司祭となり、依然として階級社会、伝統および歴史ある礼拝を賞賛してはいるが、国王への連帯を諦めていた家庭にアピールする教会を再建した。

### 連邦党
アメリカ合衆国財務長官アレクサンダー・ハミルトンが率いた連邦党は、ジョージ・ワシントン大統領の在任期間に、強い陸軍と海軍をもって、世界事情の中で独自の存在を保持できる強い国家を目指し、ウィスキー税反乱のような国内の反乱を鎮圧し、国家財政については金融や実業界の幅広い支持を得た健全な基盤造りを推進した。連邦党は知性的に自由を信奉しながら、アメリカ人の性格に合う保守的な見解も持っていた。サミュエル・エリオット・モリソンが説明しているように、自由は連邦と切り離せないものであり、人は基本的に不平等であり、人民の声は神の声である可能性は少ないと考え、外部の悪意ある影響力がアメリカの一体性を損なおうとしていると警戒した。歴史家のパトリック・アリットは、連邦党が憲法の下での法による支配、共和政府、選挙を通じた平和的な政権交代、司法権の優越性、安定した国家財政、信頼でき活動的な外交、および富の保護など、多くの保守的な施策を推進したと結論付けている。
連邦党は主要都市の事業家や商人が圧倒的に支持しており、ハミルトンの近代化、都市化および財政政策を支持した。これらの政策には、独立戦争の間に負った国の負債さらには州の負債の肩代わり（このことにより、各州は徴収する税を減らしても負債を返還できた）までの資金手当て、国定銀行の設立、製造業発展への支援、関税を使った国家財源の確保などがあった。外交分野では、連邦党はフランス革命に反対した。ジョン・アダムズ政権下で、1798年から1799年にフランスとの擬似戦争を戦い、強い陸軍と海軍を作った。思想的に、ジェファーソンの共和党と連邦党との間の論争は原則と流儀の違いから起こった。連邦党は大衆を信用せず、エリートが行政にあたるべきと考え、州の権限よりも国家の権限を上に置く方を好んだ。共和党はイギリス、銀行家、商人を信用せず、強力な中央政府を望まなかった。連邦党、特にハミルトンは、「大衆」、フランス、および共和党を信用しなかった。最終的には2つの考え方が融合した形となり、代表民主制を採用し、強い国家ができた。1820年代までのアメリカの政治は2大政党を受け入れ、競合する政党が選挙人の前でその主張を訴え、その勝者が政権を取ったことは重要なことだった。時代の推移と共に連邦党が平均的有権者への訴求力を失い、党組織の任務を果たせなくなった。共和党は1800年以降に成長して政治的な勝者になった。1816年以降、連邦党はジョン・マーシャルの最高裁判所を除いて、全国的な影響力を持たなくなった。連邦党は1820年代に入ると地方レベルでしか支持を得られなくなっていたが、後の大統領ジョン・クインシー・アダムズやジェームズ・ブキャナン、および後の最高裁判所長官ロジャー・トーニーなど重要な指導者は、連邦党の衰退を克服したことになった。
ジョン・ランドルフに率いられた「オールド・レパブリカン」は、連邦党との連衡形成を拒み、それとは別の反対派閥を形成した。共和党の主要指導者、特にジェームズ・マディソン、アルバート・ギャラティン、ジェームズ・モンロー、ジョン・カルフーンおよびヘンリー・クレイが、実際には連邦党の政策を採用し、第二合衆国銀行を設立し、交通のために内国改良を推進し、工場を守るために関税率を上げ、米英戦争に失敗した後は強い陸軍と海軍を作り上げた。「オールド・レパブリカン」はこれらのことが共和党初期の原則からの離脱だと攻撃した。

### リンカーンと南北戦争
南北戦争が起きる前、エイブラハム・リンカーンは保守派に訴えようとした。1859年のオハイオ州における演説で、建国の父達の最初の意図にもどるという言葉遣いで、保守主義の意味するものを次のように説明した。
リンカーンは1860年初期の有名なクーパー・ユニオン演説 (Cooper Union speech) で、建国の父達は奴隷制度が自然に消滅し、広がることはないと予測していたと論じて、その立場を説明した。建国の父達は反奴隷制度であり、奴隷制度は善いものという考えはアメリカの理想を踏みにじる急進的な改革だという論点だった。この演説で共和党におけるリンカーンの基盤を強固なものにし、その大統領候補指名に前進した。
南北戦争中のリンカーンは、奴隷制度の処置と南部の再統合について急進派共和党と戦った。そのために共和党の保守派、中道派、および民主党タカ派と独自の連衡を作り上げた。戦後、リンカーンは「誰にも悪意を向けず、全ての者に善意を」と寛大な和平条件を提案し、できるだけ速やかに白人の南部を連邦に再加盟させようとした。リンカーンが暗殺されると、急進派が優勢となり、リンカーンが望んだよりも厳しい条件を南部に突きつけた。
リンカーンはその政歴を通じて、保守派ホイッグ党の最たる者であり、リベラルなジャクソン流民主主義と戦った。事業の利益、特に銀行、鉄道、工場を奨励した。リンカーンはリベラルか保守的かという問題が議論されてきた。ノーマン・グレーバーはリンカーンが保守的だったという論に賛成している。一方ジェイムズ・ランドールは、リンカーンが19世紀のリベラルであると論じ、それと同時に「秩序ある進行を好み、危険な扇動を嫌い、改革のためのこなれていない計画は躊躇」したことにリンカーンの寛容さと穏健さを強調した。「いわゆる「急進派」は南部を虐待し、奴隷所有者を憎み、復讐に飢え、南部の制度を一夜にして変えるような容赦ない要求をすることであり、リンカーンがそれらを完全に避けようとしたことで保守的である」と結論付けた。デイヴィッド・グリーンストーンは、リンカーンの思想が改革的自由主義に乗っているが、その連邦主義やホイッグ党的政策は十分に保守的でもあると論じた。

### 南部の保守主義
白人の南部人は、解放奴隷を教育するような北部改革者による急進的な実験が、白人の権利を侵害するものと考え、解放奴隷の汚職を助けようとする者は誰でも告発することが多かった。南部の人種に基づく保守主義は、白人至上主義を強く支持したこと、憲法の規定にも拘わらず黒人を2級の権限の無い状態に置いたことで北部の企業に基づく保守主義とは異なっていた。南部の保守主義は後にその主張に反共を加え、イデオロギーが公民権運動の背後にあるものと考えて人種差別撤廃を推進した。
南部がウッドロウ・ウィルソンやフランクリン・ルーズベルトを支持したことはリベラルな要素もあったが、ジム・クロウ法に反対することも無かった。1877年から1960年、「ソリッド・サウス」はほとんど全ての国政選挙で民主党に投じた。民主党は南部の全州とそれ以下の地方政府をしっかりと制御した。1930年代までに連邦議会における保守派南部民主党は北部共和党員と非公式な保守合同を形成し、1964年までリベラルな国内法の制定を阻止するために決定的な力を持った。しかし、連衡していた共和党員の大半が孤立主義であったのに対し、南部人は概して国際派だった。
特に南部バプテストの一部にある原理主義は、1970年代後半に始まった南部の保守的政治で強力な力となった。1980年、彼らは南部バプテスト信者であるジミー・カーターよりもロナルド・レーガンを選んだ。

### 金ぴか時代
南北戦争後の繁栄の時代である「金ぴか時代」にダイナミックな北部と西部では、過去を振り返る雰囲気はほとんど無かった。企業は急速に拡大し、製造業、鉱業、鉄道、金融業が推進役となった。プレーリーの州には無数の新しい農場ができた。移民の数は記録的なものとなった。「進歩」が当時の標語だった。この時代の富はアメリカ上流階級の豪華さに現れているが、私財を数多いカレッジ、病院、博物館、学校、オペラハウス、公共図書館、交響楽団、慈善事業に投ずるアメリカ型フィランソロピー（慈善行為、アンドルー・カーネギーは「富の福音」と言った）も盛んになった。
20世紀の保守主義者は金ぴか時代を振り返って、規制の全く無い資本主義を支持した者達に「保守主義者」という言葉を宛てた。例えば、オズワルド・ガリソン・ビラードは1939年の著作で、元の庇護者であるホレス・ホワイト（1834年-1916年）のことを、「偉大な経済的保守主義者、彼がニュー・ディール時代の財政政策を見たら、恐らくは大声で叫びだして気絶したことだろう」と記した。
この意味で民主党の保守的な要素はバーボン民主党とその英雄であるグロバー・クリーブランド大統領が指導していた。クリーブランドは高関税と戦い、金本位制を推進した。1896年、バーボン民主党は、ウィリアム・ジェニングス・ブライアンと農本主義者によって民主党内部での勢力を失くした。ブライアンは「自由銀制度」を提唱し、銀行や鉄道会社がアメリカの農夫に対して持っている権力に対して反対した。農本主義者達はポピュリスト党と連携し、特に1896年アメリカ合衆国大統領選挙で大企業寄りの政策を厳しく批判した。しかし、この選挙では共和党のウィリアム・マッキンリーが当選し、1900年の選挙でも容易に再選を果たした。
この時代の宗教的な保守主義者が大規模で隆盛していたメディアのネットワークを後援した。特に雑誌を基本にしたメディアは第三次大覚醒運動で急速に拡大していたプロテスタント教会と密接に結びついた。カトリック教会はほとんど雑誌を持たなかったが、政治においては農本主義に反対し、その保守的な教えと社会的な価値を訴えるために数多い学校を設立した。
現代の保守派は、当時の知識人の代表だったウィリアム・グラハム・サムナー（1840年-1910年）を、保守派の一人と指摘することが多い。サムナーは、自由市場、反帝国主義、金本位制に明確に賛成し、中流階級が上の富裕層から、また下の農本主義者と無知な大衆からの脅威と見ていたものに反対したことが特徴である。
金ぴか時代は1893年恐慌と共に終わりを告げ、全国的な不況が1893年から1897年まで続いた。

### 帝国主義
19世紀が終わり近くなると、アメリカ合衆国は世界の強国となり、ハワイ、キューバ、フィリピンおよびプエルトリコといった海外領土を獲得した。2大政党は1896年大統領選挙で再編成され、ウィリアム・マッキンリーが率いる共和党は、事業、健全な金（硬貨）、積極的な外交政策を行う党となり、ウィリアム・ジェニングス・ブライアンが率いる民主党は、労働者、小農、「自由銀」および反帝国主義をうたう党となった。ブライアンは宗教の原理主義者や白人至上主義者にも人気があった。
1900年の選挙では帝国主義が勝利し、アメリカがハワイ、プエルトリコ、グアム、フィリピンおよび一時的だがキューバを所有するというマッキンリーの政策を承認した。マッキンリーが暗殺された後を継いだセオドア・ルーズベルトは、アメリカの軍事と海軍の優秀さを促進させ、アメリカは未開人を文明化させ近代化させる任務があるというマッキンリーのテーマを引き継いだ。アメリカ帝国主義は、企業、宗教および軍事に利点があると考えていたことが幻想だと分かった。1908年、最も熱心な帝国主義者、セオドア・ルーズベルト、ウィリアム・ハワード・タフトおよびエリフ・ルートがその注意を国内で陸軍と海軍を作り上げることに向け、さらにパナマ運河を建設することに向けた。彼らはそれ以上の拡大という概念を取り下げ、1920年にはフィリピンを独立させることに合意した。

### 進歩主義時代
20世紀初期、連邦議会における共和党の大企業代弁者は、下院議長ジョー・キャノンや上院院内総務でロードアイランド州出身のネルソン・オルドリッチだった。オルドリッチはアメリカ合衆国憲法修正第16条を提案し、連邦政府が所得税を招集することを認めさせた。また連邦準備制度の考案にも取り掛かり、1913年に発足させた。企業寄りの保守派は進歩主義時代の改革の多くを支持した。特に政府における腐敗や非効率に反対し、政治の浄化を要求した。保守派上院議員のジョン・シャーマンは1890年の反トラスト法を提案し、概して保守派は独占に反対し、小企業に機会を開くという名目で反トラスト法を支持した。禁酒と女性参政権の問題は保守派の間でも意見が分かれた。
「造反者」は共和党の左派だった。ウィスコンシン州出身のロバート・M・ラフォレット・シニア、ネブラスカ州出身のジョージ・W・ノリスおよびカリフォルニア州出身のハイラム・ジョンソンに率いられた左派は、幾つかの問題で保守派と戦い、その結果共和党を分裂させ、1910年に民主党による議会支配を許した。外交政策と軍事政策でタカ派だったセオドア・ルーズベルトは、裁判所、労働組合、鉄道、大企業、および福祉など国内問題で左派になっていった。1910年から1911年に掛けて、ルーズベルトはタフトや共和党の保守派と袂を分かった。1911年から1912年には左派を支配し、第三政党を結成し、進歩党の指名で1912年の大統領選挙に出馬したが落選した。ルーズベルトが離党したことで、タフト大統領に率いられる保守派が1936年まで共和党を支配した。共和党の分裂により、1912年の大統領選挙では民主党のウッドロウ・ウィルソンが、一般投票のわずか42％を獲得しただけで大統領に当選した。

#### 第一次世界大戦
第一次世界大戦が1914年に始まり、ウィルソンは中立を宣言した。元大統領のルーズベルトはウィルソンの外交政策を非難し、「ウィルソンのように小心で無ければ、戦争は1916年夏には終わっていただろう」と語った。事実、ルーズベルトはウィルソンの外交姿勢が基本的かつ客観的に悪だと考えた。1912年に出馬した進歩党を棄てて、1916年の選挙では共和党の推薦を求めた。しかし、ウィルソンは進歩党から流れた票の多くを獲得し、僅差で再選された。共和党は保守派の指導力により1918年には議会支配を取り戻し、1920年には大統領のポストも取り戻した。

### 1920年代
保守派共和党は1920年にウォレン・ハーディング大統領を当選させて勢力を回復させた。ハーディングは「日常性」への回帰を訴えた。タッカーは、1924年の大統領選挙が「アメリカ保守主義の高潮期」を記したとしている（2010年）。このとき2大政党の候補者は共に、小さな政府、税の削減、規制の緩和を訴えた。左派で立った第3政党の候補者が17％の得票率に終わり、カルビン・クーリッジが大勝した。クーリッジ政権（1923年-1929年）で、経済は好況となり、社会は既に入国していた移民をアメリカナイズすることとそれ以上は入国させないことで安定した。
1900年から1930年の時代で代表的な保守主義者は、ルーズベルト、ハーディング、クーリッジ大統領の下で法律家であり、1927年から1933年は下院議員を務めたジェイムズ・M・ベックだった。その保守主義は、民族主義、個人主義、護憲主義、自由放任主義、資産権を支持し、改革に反対したことに現れた。ベックのような保守主義は、急進的な力から法人資本主義を守る意図で、法人世界における悪い行動を規制する必要があると考えたが、1905年以後はルーズベルトの反企業、労働組合擁護の提案で警告された。彼らは大企業に有利な国の権限を問題にし始め、法律尊重、憲法の遵守、およびアメリカの過去への敬意を訴えた。

#### 反共
1917年に共産主義者がロシア支配に成功したことで、アメリカの2大政党はどちらも強い反共主義となった。アメリカ国内で極左派は分裂し、1920年代にアメリカ共産党が出現した。保守派はその動きをアメリカの価値観の転覆だと非難し、1991年にソビエト連邦が崩壊するまで、一貫して反対を続けた。彼らは、アメリカ合衆国政府、メディア、学界で国の政策と価値観を変えさせようとする共産主義者の工作員に特別の注意を払った。保守派は、FBIのような反共機関に熱狂的な支持を与え、特に1940年代から1950年代にリチャード・ニクソンやジョーゼフ・マッカーシーが率いた議会調査を支持した。ウィテカー・チェンバーズのような仕組みを暴露した元共産主義者に注目した。

#### 著作家と知識人
この時代の古典的保守主義作品として、アービング・バビットによる『民主主義と指導力』（1924年）がある。効率化運動は、社会と経済の問題を解決するためにその企業寄りで工学的な方法を使ったことで、ハーバート・フーヴァーのような進歩派共和党員を惹きつけた。
多くの文芸人が保守的な感受性を展開し、西洋文明に対する脅威を警告した。1900年から1950年の時代には、ヘンリー・アダムズ、T・S・エリオット、アレン・テイト、アンドルー・ライトル、ドナルド・ダビドソンなどが、無頓着な科学的革新は伝統的な西洋の価値観を損ない、文明の崩壊に繋がる力を解き放つという恐れを表明した。彼らは、歴史的かつ科学的相対論に基づく道徳的虚無主義の襲来に直面して、伝統的文化的価値観を促進する理由付けを求めた。
1930年以降、南部における知的運動としての保守主義は、フラナリー・オコナーのような作家や南部農本主義者によって表明された。その論点は伝統主義と階層制にあった。
元共産主義者やトロツキスト作家の多くが1930年代あるいは1940年代に左翼と縁を切り、保守主義に転向して、1950年代の「ナショナル・レビュー」誌の寄稿者になった。その中には、マックス・イーストマン（1833年-1969年）、ジョン・ドス・パソス（1896年-1970年）、ウィテカー・チェンバーズ（1901年-1961年）、ウィル・ハーバーグ（1901年-1977年）、ジェームズ・バーナム（1905年-1987年）のような人々がいた。
発行部数の小さな雑誌の多くが20世紀に知識人を目標にして保守派に付くように奨励した。

#### 新聞
大都市圏の主要新聞で保守的な論説を展開するものが、アメリカ保守主義の発展に重要な役割を果たした。1930年から1960年、ハーストの系列紙やマコーミック家の新聞（特に「シカゴ・トリビューン」）、「ロサンゼルス・タイムズ」が、最も保守的な論調を展開し、またヘンリー・ルースの雑誌、「タイム」、「フォーチュン」も同様だった。近年ではこれらの雑誌も保守的な鋭さを失くしてきた。
1936年、出版人の大半は民主党のフランクリン・ルーズベルトよりも共和党のアルフレッド・ランドンを好んだ。国内15の大都市新聞は、購読者の70％がランドン支持としたが、ルーズベルトは投票総数の69％を獲得した。ルーズベルトの秘訣は、ラジオを通じて支持者との新しい対話ルートを開いたことだった。その「炉辺談話」は特に若いアナウンサーだったロナルド・レーガンに影響を与えた。レーガンは当時のニュー・ディール政策の熱狂的な支持者だった。新聞発行者は共和党支持を続けた。
「ウォールストリート・ジャーナル」は1930年代以降一貫して保守主義を代弁するものであり、2007年にルパート・マードックに買収されてからも変わっていない。論説委員のバーモント・C・ロイスター（在任1958年-1971年）やロバート・L・バートリー（在任1972年-2000年）が日々、ニュースの保守的な解釈を提供することで特に影響力を発揮した。

#### 世界恐慌
1929年の株式市場崩壊に続いた世界恐慌は、デフレーション、大量失業、農家収入の減少、投資の損失、銀行の破綻、企業の倒産と、政府歳入の現象に繋がった。ハーバート・フーヴァーの保守的な保護主義経済政策は不況を止めることができず、1932年の大統領選挙では、民主党のフランクリン・ルーズベルトが大勝した。
ルーズベルトがニュー・ディール政策によってアメリカを不況から脱出させ、失業問題を緩和させようとしたとき、保守派はその政策の一つ一つと戦った。反撃はまず、過去に大統領候補になったジョン・W・デイビス（1924年候補）やアル・スミス（1928年候補）が率いた民主党保守派から起こり、事業家をアメリカ自由同盟に動員した。ニュー・ディール政策に対する反対は、元大統領のウィリアム・タフトの息子、ロバート・タフトとフーヴァーに率いられた中西部共和党と提携した、保守派自由市場不干渉主義者集団である「オールド・ライト」からも上がった。オールド・ライトはルーズベルトが社会主義を推進しようとしていると非難し、「その属する階級への裏切り者」と罵った。ニュー・ディール政策は労働組合を強く支持したので、それが保守派の主攻撃目標になった。
ルーズベルトが合衆国最高裁判所に新しく6人の判事を指名し、それでニュー・ディール政策関連法を違憲として裁判所が覆さないように図ったとき、副大統領ジョン・ナンス・ガーナーがこれを阻止するために議会会派との連衡を働きかけた。ノースカロライナ州選出アメリカ合衆国上院議員のジョサイア・ベイリー（民主党）が1937年12月に「保守綱領」を公開し、これが共和党と南部民主党との「保守合同」の始まりとなった。ルーズベルトは1938年の予備選挙で民主党保守派を一掃しようとして失敗した。一人を除いて全員が当選し、共和党は議席を増やした。保守合同は1963年まで議会を支配した。保守合同が反対した法案は議会を通過できなかった。その著名な指導者がロバート・タフト上院議員（共和党、オハイオ州）であり、リチャード・ラッセル上院議員（民主党、ジョージア州）だった。タフトは1940年、1948年、1952年と3度共和党の大統領候補指名を求めたが叶わなかった。タフトはアメリカのNATO加盟と朝鮮戦争参入を提唱した。
特に中西部に多い保守派の多くは、1939年から1941年に、孤立主義を訴え、第二次世界大戦へのアメリカの参戦に反対した。リベラル派の多くもそうだった。東部と南部の保守派は、ヘンリー・スティムソンがその典型だったが、概して干渉主義者だった。しかし、1941年12月、日本が真珠湾攻撃を行い、アメリカ全体を戦争遂行のために団結させた。議会の保守派はこの機会を捉えて、雇用促進局のような嫌われ者の新しい機関の多くを閉鎖させた。

#### ジェファーソンのイメージ
1930年代のニュー・ディール時代で、ジェファーソンの記憶が争点になった。フランクリン・ルーズベルトはジェファーソンを絶賛しており、彼を称えるためにジェファーソン記念館を建立させた。しかしそれよりも大きな動きはアメリカ自由同盟に見られる保守派の反応だった。同盟は1870年代から1900年のバーボン民主党に似た民主党保守派と共和党で構成された。共和党保守派は、ハミルトンの考え方が中央政府を大きくすることに繋がるために、それを棄てた。ルーズベルトのニュー・ディール政策に対する反対はジェファーソン流の小さな政府という考え方になり、ジェファーソンが右派の英雄になった。

### 1945年-1951年
現代の保守政治の動きは、伝統的な保守主義とリバタリアンの要素が組み合わされ、第二次世界大戦後に出現したが、その根を辿れば直接ニュー・ディール政策に対する反対があった。1946年、共和党保守派が議会を支配し、ルーズベルト政権下で連邦政府に浸透していた共産主義者の調査に乗り出した。リチャード・ニクソン下院議員は国務省上級職員のアルジャー・ヒスをソビエトのスパイだと告発した。元共産主義者で反共の指導者となり、保守派にとっては英雄となったホイッタカー・チェンバーズの証言に基づき、ヒスは偽証罪で有罪とされた。
ハリー・S・トルーマン大統領（在任1945年-1953年）は、第二次世界大戦におけるアメリカの同盟者だったソビエト連邦を、トルーマン・ドクトリン、マーシャル・プランおよびNATOを通じて封じ込め政策に出た。トルーマンの冷戦政策は孤立主義者の残党を除いて保守派大半の支持を得た。極左（共産党員とその支持者）がロシアとのデタントを継続することを望み、ルーズベルト政権で副大統領を務めたヘンリー・A・ウォレスが行った1948年の無謀な運動は広い支持を得られず、民主党極左派の大半を潰すことになった。1948年にトルーマンは再選されたが、その自慢の「フェア・ディール政策」は、保守連合が議会で国内政策を固めたために、効力を発揮できなかった。しかし、保守合同は外交政策では如何なる役割も果たさなかった。
1947年、議会の保守合同は、経営者と労働組合の権利をバランスさせ、共産主義組合指導者を非合法化するタフト＝ハートリー法を成立させた。しかし、労働組合と民主党から共産主義者を根絶やしにする仕事は、自動車工業組合のウォルター・ロイターや映画俳優組合のロナルド・レーガンのようなリベラル派が行った（レーガンは当時民主党リベラル派だった）。
議会における共和党の典型的な保守派はノア・M・メイソン（1882年-1965年）であり、1937年から1962年までイリノイ州の田園部が広がる南部の選出だった。メイソンは、同僚のエバレット・マッキンリー・ダークセンほど著名ではなかったが、連邦政府による事業の規制を恐れたために、連邦政府の役割を最小にする州の権限の考え方を支持した。メイソンはルーズベルトを嫌い、連邦政府の大きな歳出に反対する演説を何度も行った。ニュー・ディール政策の推進者、例えばイブリン・バーンズ、ヘンリー・A・ウォレス、アドルフ・A・バール・ジュニア、ポール・ポーターなどを社会主義者と呼び、その政策はファシズムに似ていると示唆した。下院非米活動委員会（1938年-1943年）の委員として共産主義と戦い、1950年にはジョーゼフ・マッカーシーの暴露を促した。

#### 朝鮮戦争
1950年、北朝鮮の共産主義者が大韓民国を侵略したとき、トルーマンは巻き返し戦略を採り、全朝鮮を力で開放する計画を立てた。国際連合の承認に頼って、その戦争遂行のために議会の承認を得ないことに決め、それが共和党の思うがままに攻撃を許すことになった。タフトは、トルーマンの決断が「大統領による完全な簒奪だ」と語った。トルーマンが国際連合に頼っていたことは、保守派が国際連合を信用しない傾向を助長した。国際連合軍がまさに勝利しようというときに、中国の共産主義者が参戦し、連合軍は氷点下の気象の中を激しい戦闘を交えながら後退を強いられた。トルーマンは立場を変えて巻き返し戦略を止め、保守派の英雄であるダグラス・マッカーサー（巻き返しを望んでいた）を解任し、封じ込めに変わった。アメリカ軍将兵37,000人という損害を出しながら現状維持の停戦を認めたことは、トルーマンの支持基盤を失わせることになった。1952年の予備選挙でトルーマンは振るわず、候補氏名争いから撤退した。民主党はルーズベルトやトルーマンと結びつきが無いリベラルな知性派でイリノイ州知事のアドレー・スティーブンソン2世を担ぎ出した。

#### マッカーシズム（1950年-1954年）

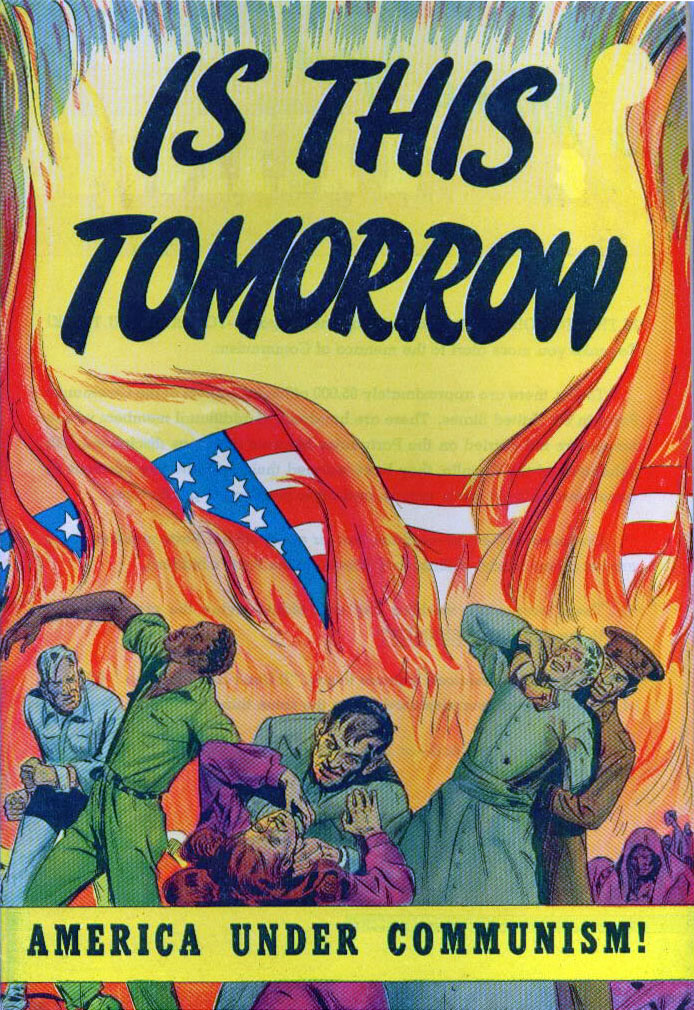
カトリック問答式ギルド教育協会が1947年に発行した小冊子、共産主義に乗っ取られる恐れを警告した

朝鮮と中国における共産主義の脅威が最高潮に達したとき、ウィスコンシン州選出上院議員ジョーゼフ・マッカーシーが連邦政府におけるスパイの隠蔽について極度に視覚的な調査を始めた。マッカーシーが無頓着な戦術を使ったので、その反対者が効果的な反撃をすることを許した。アイルランド系カトリック教徒（バックリーやケネディ家）は激しい反共であり、やはりアイルランド系カトリック教徒のマッカーシーを守った。ケネディ家の家長ジョーゼフ・P・ケネディ（1888年-1969年）は大変活動的な民主党保守派であり、マッカーシーの熱心な支持者となり、その息子のロバート・ケネディにマッカーシーと協力させた。マッカーシーは「20年間の裏切り」（ルーズベルトが最初に当選した1932年からの時間を言う）について語っていた。1953年に「21年間の裏切り」を語り始め、アメリカ陸軍の医療司令部で共産主義者の歯科医を昇進させたことで陸軍への攻撃を始めると、その向こう見ずさはアイゼンハワーにも扱えなくなった。アイゼンハワーは1954年にマッカーシーを正式に問責するよう共和党に求めた。マッカーシーの力は一夜にして砕けた。ジョン・F・ケネディは問責には投票しなかった。
アーサー・ハーマンは「マッカーシーは常に保守派よりもリベラル派にとって重要な人物だった」と言っている。マッカーシーはリベラルを標的に定義し、リベラルが無実の犠牲者に見えるようにした。近年、保守派はマッカーシーの荒っぽい戦術をそれほど弁護してこなかった。ベノナ・プロジェクトのようなソビエトの記録からでてきた新しい証拠では、当時の左派が全くの無実ではなく、実際に何人かの左派が共産主義者スパイのネットワークを隠蔽していた。

### 1950年代
キム・フィリップス・フェインは戦後の保守派知識層の歴史を振り返って次のように記している。

#### アイゼンハワー
1952年の共和党大統領候補指名争いで、ドワイト・D・アイゼンハワーがロバート・タフト上院議員を敗ったことで示されたように、孤立主義はオールド・ライトを弱らせていた。続いてアイゼンハワーはトルーマンの失敗と呼ぶもの、すなわち、「朝鮮、共産主義、腐敗」に対して選挙運動を行い、大統領選挙に当選した。アイゼンハワーは即座に朝鮮戦争を終わらせた。これには当時の保守派の大半が反対した。また上院多数派院内総務になっていたタフトと協力して保守的な財政政策を採用した。大統領としてのアイゼンハワーは「近代的共和主義」を推進し、小さな政府、バランスの取れた予算、政府支出の削減を推進した。確固とした反共の姿勢を採ったが、国の戦略を金のかかる軍隊への依存から安価な核兵器にシフトすることで国防費を削減した。支出の大きな農産物価格支援を排除しようとして失敗し、オフショア石油資源に関する連邦政府の役割を州に戻すことには成功した。ニュー・ディールの規制と福祉政策は守り、共和党は社会保障制度の拡大をしたことになった。社会的調和、平和、反映を求めて経済と人種間の紛争を最小にしようとした。1956年に再選を求めた大統領選挙では大勝した。

#### ラッセル・カーク
ワシントンD.C.の共和党がニュー・ディール政策を微調整している間に、リベラリズムに対する最も厳しい反対が著作家の間から上がった。ラッセル・カーク（1918年-1994年）は、古典的および現代的リベラリズムは共に経済問題に重きを置き過ぎており、人の精神的なところへ訴えられていないと主張し、保守的な政治運動に向けた行動計画を要求した。カークは、保守派の指導者達が農夫、小さな町、教会などに訴えるべきと語った。この標的となった集団はイギリス保守党の中核となる支持基盤に類似している。
カークは真の保守主義にとって脅威になると見ていたリバタリアンの考え方に断固として反対した。『リバタリアン：囀る非国教徒』の中で、リバタリアンと保守主義者が共通に持てる唯一のものは集産主義についての嫌悪だと記した。「保守主義者とリバタリアンが他に何を共有できるか？その答えは単純である。何も無い。これからも無いだろう。」
カークは、キリスト教と西洋文明は「別々には考えられない」と言った。また、あらゆる文化は宗教から興っている。宗教が衰えると、文化も必ず衰退する。ただし、文化を養った宗教が信仰されなくなったあとで、文化が暫く栄えることが多い、とも語った。
ジェラルド・J・ラッセルは、カーク保守主義の5つの「規範」は以下の通りであるとする。
1. 超越的な秩序を信じること（カークは伝統、神の啓示、あるいは自然法に基づくと表現した）
2. 人類存在の「多様性と神秘性」への愛着
3. 社会が「自然の」区別を強調する秩序と階級を求めているという確信
4. 資産と自由は密接に結び付けられるという信念
5. 慣習、伝統、規定の信仰
6. 確信は現存する慣習と習慣に結び付けられなければならないという認識、これには分別の政治的価値に対する尊敬を包含する。

#### ウィリアム・F・バックリーと「ナショナル・レビュー」

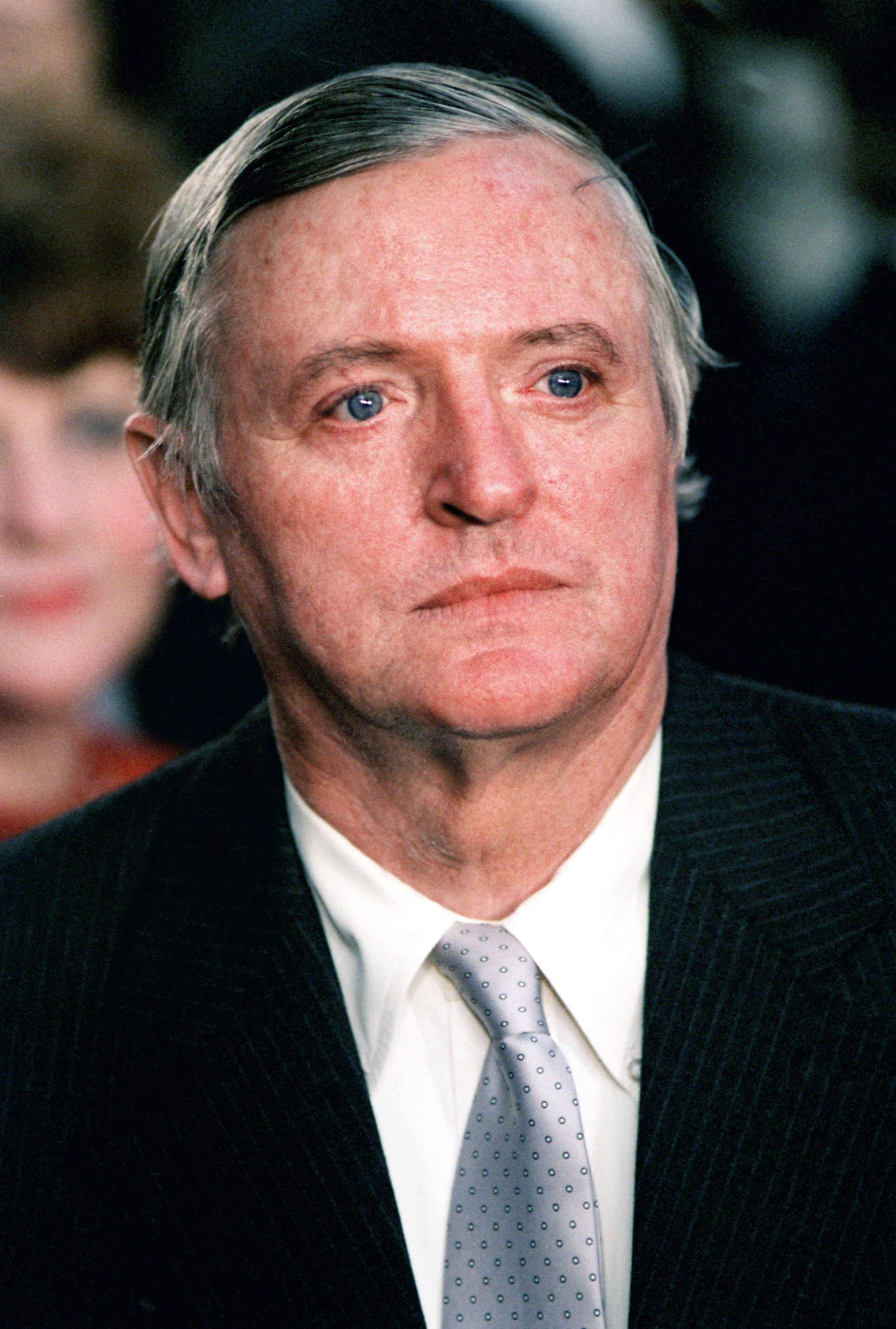
ウィリアム・F・バックリー・ジュニア

保守主義概念の最も効果的な組織者かつ提唱者は、1955年に「ナショナル・レビュー」誌を創刊し、目立つ著作家かつメディアの著名人だったウィリアム・F・バックリー・ジュニア（1925年-2008年）だった。その直前まで発行が小部数の多くの雑誌があったが、「ナショナル・レビュー」 は強烈な編集と定期寄稿者の強い集まりの故に、全国的な注目を集め、保守主義運動を形作った。博学で、機知があり、疲れを知らないバックリーは新しい熱狂を生み出した。
バックリーは多岐に渡る著作家集団を集めた。伝統主義者、カトリックの知識人、リバタリアンおよび元共産主義者だった。その中にはラッセル・カーク、ジェームズ・バーナム、フランク・メイアー、ウィルムーア・ケンドール、L・ブレント・ボゼルおよびホイッタカー・チェンバーズがいた。バックリーは雑誌の創刊の言葉で次のように書いていた。

#### ミルトン・フリードマンとリバタリアン経済学
オーストリアの経済学者フリードリヒ・ハイエク（1899年-1992年）は1944年に、イギリスの左翼は「農奴制への道」に国を導いていると論じて、ニュー・ディール政策の提唱者を活性化させた。
さらに影響力があったのは、ミルトン・フリードマン（1912年-2006年）とジョージ・スティグラー（1911年-1991年）が主導した経済学のシカゴ学派であり、新古典派経済学およびマネタリズムの公共政策を提唱した。シカゴ学派は規制された製造業自体によって規制の支配に導くという根拠で活発に規制を批判した。1974年以降、政府による製造業と銀行業の規制は大きく減少した。シカゴ学派は経済理論の巨人であるケインズ経済学を、不健全なモデルに基づいていると攻撃した。1970年代のスタグフレーション（高いインフレと高い失業率の組み合わせ）はケインズ・モデルでは予測不可能であり、フリードマンによっては予測でき、専門家の間に信頼できる方法を説明した。
1960年代後半までにイーベンスタインは、フリードマンが「アメリカ合衆国では、かつおそらく世界でも最も著名な保守派知識人」だと論じている。フリードマンは講義や週刊誌のコラムと著作、またテレビで、市場への大きな依存を提唱した。アメリカは「選択が自由で」あるべきとした。徴兵制が非効率で不公平であることを多くの保守派に訴え、ニクソンは1973年に徴兵制を止めた。シカゴ学派の9人の経済学者がノーベル経済学賞を受賞し、その規制緩和の学説は広く受け容れられた。フリードマンの「通貨主義」は、通貨がインフレをターゲットにし、通貨供給を目指してはいないことで実際には起こらなかった。ベン・バーナンキはその学会活動の初期に、1930年代初期の金融危機は不況を深刻化し、長引かせたという修正見解を発表した。連邦準備制度の議長になったバーナンキは2008年の大きな財政危機に活発に反応したが、フリードマンの考えに基づくものだった。

#### ジョン・バーチ協会
ロバート・W・ウェルチ・ジュニア（1900年-1985年）が共産主義と戦う権威主義者のトップダウン部隊としてジョン・バーチ協会を設立した。数万人の会員を擁し、書籍、小冊子および「アメリカン・オピニオン」という雑誌を配布した。ウェルチによって厳密に支配されたのでその有効性は限られており、最高裁長官のアール・ウォーレンを弾劾すること、地方警察を支援することに集中された。その代わりにリベラル派攻撃の火付け棒となり、ウェルチはゴールドウォーター、バックリーなど保守派本流から非難された。

#### 内部の不和
伝統保守主義と呼ばれるようになったカークとリバタリアンの意見の主要な不一致点は伝統と美徳あるいは自由が主要な関心事であるべきかということだった。フランク・マイアはこの論争を「融合主義」で解決しようとした。すなわちアメリカは経済的自由がなければその伝統を保てないということだった。また、彼らは「大きな政府」への反対で統合され、反共をその統合の糸口にできるとも述べた。「保守主義」という言葉は、リバタリアンからは「リベラル」という言葉が「ニュー・ディール政策」の支持者の見解を表すようになっていたので、当初抗議があったにも拘わらず、「ナショナル・レビュー」の支持者の見解を表すために使われた。後に彼らは「新左翼」に対抗して、「新右翼」と呼ばれた。

#### ロシター『アメリカ保守主義の巨人』
アメリカ政治史の専門家クリントン・ロシターが1956年に『アメリカの保守主義』を出版し、併せて「アメリカン・ヘリテージ」における『アメリカ保守主義の巨人』という梗概版を出した。その目的は、「保守的な策を実行し、保守理論を考え、保守の美徳を実行し、保守の原則のために立った」偉人を識別することである。ロシターにとって、保守主義は上流階級の規則で規定されている。「この束縛の無い時代の右派が真の右派である。富裕で社会的地位のある者によって導かれる。人民政府には懐疑的である。あらゆる党派、組合、同盟あるいはその権力や利益を侵害しようとする動きに反対である。政治的に、社会的に、文化的に反急進派である。」と記した。
ロシターの言う『アメリカ保守主義の巨人』は、ジョン・アダムズ、アレクサンダー・ハミルトン、ダニエル・ウェブスター、ジョン・カルフーン、エリフ・ルートおよびセオドア・ルーズベルトだった。更にはワシントンとリンカーンを通常の範疇を超えた者として加えたが、「ワシントンとリンカーンがそのリストに加え得るということについては議論があるかもしれない」とも記している。ロシターは「保守派政治家の勝利」と呼んでいる憲法の父達の中では、ジェームズ・マディソン、ジェームズ・ウィルソン、ロジャー・シャーマン、ジョン・ディキンソン、ガバヌーア・モリス、およびサウスカロライナ州のピンクニー一族に、「特別の誇り」があると言っている。19世紀初期では、ジャクソン流民主主義と戦ったことで保守派に値するリバタリアンや立憲主義者が居り、マサチューセッツ州のジョセフ・ストーリーとジョサイア・クインシー、ニューヨーク州の衡平法裁判所判事ジェイムズ・ケント、バージニア州のジェームズ・マディソン、ジェームズ・モンロー、ジョン・ランドルフを挙げている。1900年前後の時代では、グロバー・クリーブランド、エリフ・ルート、ウィリアム・タフト、セオドア・ルーズベルトを挙げている。「彼らは保守主義の古い真実を産業化と民主主義の新しい事実に形作ることに成功した。」。ロシターはロバート・タフト、チャールズ・エヴァンズ・ヒューズ、ドワイト・D・アイゼンハワーもいずれ加えられるかもしれないと記した。

### 1960年代

#### 1963年のウォレス
1963年1月、アラバマ州で新しく知事に選ばれた民主党員のジョージ・ウォレスは、「今の人種差別、明日の人種差別、永遠の人種差別！」と叫ぶことで白人南部を刺激した。後にアラバマ大学の戸口に立って、人種差別を止めさせようとした連邦役人を止めようとしたが失敗した。ウォレスはポピュリストや反エリート主義者の仲で伝統的保守主義と対話し、「現実的な」言葉遣いで、長い間ニュー・ディール連衡の一部を担ってきた田園部と労働階級の有権者に共感を呼んだ。反共、「伝統的」アメリカの価値観への憧憬、および公民権運動扇動者、反戦抗議者、性的顕示者への嫌悪を活かすことができた。ウォレスの運動はニュー・ディール連衡の主要要素である低学歴で力が無く低収入の白人を決別させることになり、それが数十年後には南部での共和党支持者になる道を作った。ウォレスは1970年代と1980年代の保守的反動への道を作った。しかし、ゴールドウォーター、バックリーなど保守派本流からの支持は得られなかった。ジョン・バーチ協会やキリスト教反共十字軍からの支持は得た。ウォレスの貧乏白人農夫によるポピュリスト的地盤は、ジョージアのトム・ワトソンのような初期人種差別主義扇動政治家に影響していた。ウォレスは州知事として（さらにその妻を当選させて州知事の夫として）公民権に対する反動的姿勢を、女性に対する支持のような比較的リベラルな政策と組み合わせた。州全体に及ぶ政府による福祉について支持したにも拘わらず、自由な事業や個人資産に政府が干渉することは考えなかった。リベラル派を連邦政府を使って「あらゆる者の私的な事業」に干渉させていると非難し、保守派として「事業と労働の自由」を信じた。

#### 1964年のゴールドウォーター

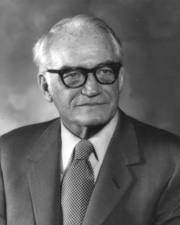
バリー・ゴールドウォーター上院議員

1964年大統領選挙で、保守派はアリゾナ州選出上院議員のバリー・ゴールドウォーター（1919年-1998年）の背後に結束したが、選挙はうまくいかなかった。ゴールドウォーターは近代的保守主義理論を説明した『保守派の良識』を出版してベストセラーにしていた。この選挙の支持者としては、フィリス・シュラフリー（1924年- ）、新しく結党されバックリーに後援された「自由のためのヤングアメリカン」のような多くの草の根運動家から得られた。1965年、保守派はニューヨーク市長選挙でバックリーを第3政党候補で推し、1966年にはロナルド・レーガン（1911年-2004年）を推してカリフォルニア州知事に当選させた。

### 1970年代
レーガン州知事は次第に保守派運動を支配するようになり、1976年に共和党の大統領候補指名は逃したが、1980年には成功した。

#### 宗教右派
1950年代までに保守派はおその価値観にユダヤ・キリスト教の根源を強調するようになっていた。ゴールドウォーターは、保守主義者が「人が動物を使い処分するために生産し消費するという共産主義者の考え方は、共和国の拠って立つ基盤であるユダヤ・キリスト教の理解全てとは正反対であると考えている」と述べていた。ロナルド・レーガンは共産主義と戦うためにユダヤ・キリスト教の価値観は必要な要素であると強調することが多かった。西洋のユダヤ・キリスト教伝統の優越性に関する信仰が、保守派をして第三世界の願望を軽視させ、海外援助の価値を過小評価させた。1990年代以降、「ユダヤ・キリスト教」という言葉は主に保守派が使うようになった。
福音主義会派は1920年代に政治に絡むようになり、禁酒の強制や学校で進化論を教えることを止めさせたりしたが、1930年代以降の大半は政治的に沈黙に近かった。政治力としてまた保守合同の一部として「宗教右派」が出現したのは、1970年代以降のことであり、教育の宗教からの分離の動き、および最高裁判所による学校での礼拝や人工中絶に関する裁定が出たことへの反応だった。ウィルコックスとロビンソンに拠れば、「キリスト教右派」は道徳的に後退していた国にユダヤ・キリスト教の価値観を再生させる試みである。...社会はユダヤ・キリスト教の価値観の確固たる基盤が失われたことに苦しんでいると考え、それら価値観を体現する法を作りたいと考えた。特に重要なことは、最高裁判所による人工中絶を合法と判断した「ロー対ウェイド事件」判決に対する敵対的反応であり、カトリック教会（以前から人工中絶に反対していた）と福音主義プロテスタント会派（人工中絶問題に関しては新参だった）を共闘させた。
カトリック教会がゲイの養父母について、またその他社会問題について反対したために、カトリック教会司祭が州の予算を取れなくなったことへの怒りについて、「ニューヨーク・タイムズ」は2011年後半に次のように論評した。

#### 新保守主義
1970年代には多くのリベラル派知識人が右派に転向する動きがあり、その多くはニューヨーク市のユダヤ系アメリカ人や地位が確立された学術人だった。彼らはリベラリズムに幻滅するようになり、特にソビエト連邦とのデタント（緊張緩和）に関わる外交政策に対して幻滅していた。
アーヴィング・クリストルとレオ・シュトラウスがこの動きを始めた者達だった。雑誌「コメンタリー」や「パブリック・インタレスト」が彼らの発言媒体であり、主要新聞の論説記事やシンクタンクの政策方針書も使われた。民主党上院議員ヘンリー・M・ジャクソン周辺の活動家も深く関わった。著名な発言者としては、ガートルード・ヒンメルファーブ、ウィリアム・クリストル、ポール・ウォルフォウィッツ、ルイス・リビー、ノーマン・ポドレツ、リチャード・パイプス、チャールズ・クラウトハマー、リチャード・パール、ロバート・ケーガン、エリオット・エイブラムス、ベン・ワッテンバーグがいた。一方上院議員ダニエル・パトリック・モイニハンはかなり同調的だったが、民主党に留まった。シュトラウスの新保守主義に影響を受けた者としては、最高裁判所判事の候補者になったロバート・ボーク、国防副長官になったポール・ウォルフォウィッツ、国務次官補になったアラン・キーズ、教育長官になったウィリアム・ジョン・ベネット、「ウィークリー・スタンダード」編集者ウィリアム・クリストル、政治哲学者アラン・ブルーム、著作家ジョン・ポドレツ、カレッジの学長ジョン・アグレスト、政治学者ハリー・V・ジャファおよび小説家のソール・ベローがいた。
新保守主義は概して事業寄りの政策を支持した。幾人かはレーガン、ブッシュ父、およびブッシュ息子の政権で政策立案や補佐官の職に就いた。

#### 南部の保守主義
共和党の中で保守主義が成長したことで、大統領選挙でも南部民主党の保守派白人を惹きつけた。1964年のサウスカロライナ州選出上院議員ストロム・サーモンド、1973年のテキサス州知事ジョン・コナリーなど幾人かの大物が共和党に転向した。1968年から共和党は大統領選挙で南部を支配してきたが（1976年が唯一の例外）、1990年代になるまで州やそれ以下のレベルでは支配できていなかった。共和党は、南部バプテストなど宗教的原理主義者、郊外の中流階級、北部からの移住者、およびフロリダ州のキューバ系アメリカ人の間でその地盤を確立した。一方で1964年から、南部のアフリカ系アメリカ人は、大統領選挙でも地方レベルでも、圧倒的に民主党を支持するようになった。彼らは多くの連邦議員や市長を当選させた。1990年まで南部から選出された民主党白人の中道現職議員がいたが、彼らが引退するとかなり保守派の共和党員かリベラル派黒人が入れ替わるのが通常となった。

#### シンクタンクと財団
1971年、ルイス・F・パウェル・ジュニアが「シンクタンクを資金手当てし、マスメディアを作り直し、大学や法曹界に影響を与えることで」大衆との対話の主導権を取り返すよう保守派に促した。ブルッキングス研究所が長年、リベラルな概念を普及することに大きな役割を演じてきたことに気付き、アメリカン・エンタープライズ研究所や後のヘリテージ財団が右派における対抗手段として設立された。これらは短期あるいは長期で知識層に取り入り、研究資金を出し、会議、出版物および体系的なメディア露出で作品を広めた。直接政策合意に至るようなプロジェクトに集中するのが通常だった。
その後の時代に、かつてはリベラル派主流の外にあると考えていた保守派の政策、例えば福祉政策の廃止、社会保障の民営化、銀行の規制緩和、先制戦争の受け入れなどが、真面目に取り上げられ、フーヴァー戦争・革命・平和研究所、ヘリテージ財団、アメリカン・エンタープライズ研究所、その他小規模シンクタンクの働きもあって、立法化されるものもあった。
幾つかの財団は学会の本流が保守派に敵対的であると訴えながら、特に保守派の知識団体、例えばアドルフ・クアーズ財団、ブラッドリー財団、コッホ・ファミリー財団、スカイフ財団、ジョン・M・オリン財団（2005年閉鎖）などの資金手当てに活動してきた。通常、国内の問題には市場に根付いた解決策の必要性を強調してきた。これら財団は、保守派の学生出版物、大学間学問研究所のような組織、また法学生には連邦主義協会に投資することが多かった。

#### ニクソン、フォード、カーター
リチャード・ニクソン（在位1969年-1974年）およびジェラルド・フォード（在位1974年-1977年）各共和党大統領の政権は、対外的にデタント、体内的には賃金と物価の制御による経済介入で特徴付けられる。フォードはヘンリー・キッシンジャーを国務長官として留任させ、ソビエト連邦とのデタント政策を進めたことで、保守派を怒らせた。保守派は新しい盟主としてロナルド・レーガンを見出した。レーガンは1976年にカリフォルニア州知事8年間の任期を終えたところであり、保守派はレーガンが共和党の大統領候補指名を得られるよう応援した。フォードが辛うじて候補指名を受けることになったが、大統領選挙では落選した。1974年の中間選挙でリベラル派民主党が大躍進した後、アメリカ国民はジミー・カーターを大統領に選んだ。カーターは母体である南部バプテスト派にとって余りにリベラルであることが分かり（南部バプテスト派は1976年にはカーターに投票したが、1980年には投票しなかった）、民主党本流にとっては余りに保守的であり、また多くの者からは外交には向いていないと判断された。カーターは国内の不快感が強いことを認識したが、それに対して国民を責め、インフレは留まるところを知らず、利率は上がり続け、経済は停滞した。1979年から1981年に掛けての444日間、イランのテヘランでイスラム系過激派がアメリカ大使館員を人質にする事件が長期化すという屈辱があった。

#### 1970年代の景気後退
1970年代の景気後退期、インフレと失業率増加が同時進行し、国の歳入欠陥によって最初に警鐘を鳴らした時となった。アメリカは1970年代初期にはまだ中庸に進歩的な国だった。市民は社会政策を支持し、減税策を却下した。しかし1970年代が終わるまでに、本格的な税制改革が始まった。1978年のカリフォルニア州では資産税を大幅減額する法案を圧倒的多数で可決し、連邦議会では連邦所得税を30％カットするケンプ・ロス法案に対する支持が上がった。ケインズ経済政策、さらには1973年のオイルショック後のスタグフレーションの間に西側経済を安定化させるための需要管理が失敗すると、サプライサイド（供給重視型）の経済学が発展した。特にシカゴ学派や新古典学派のような非ケインズ経済学思想を生ませることになった。供給重視型経済学の根源を、例えばイブン・ハルドゥーン、ジョナサン・スウィフト、デイヴィッド・ヒューム、アダム・スミス、アレクサンダー・ハミルトンのような昔の経済思想家まで辿ることにもなった。

#### 男女同権修正条項の停止
1970年代後半、アメリカ合衆国憲法の男女同権修正条項の批准を止めるために、フィリス・シュラフリー（1924年- ）が保守派の女性を動員した。男女平等権修正条項が1972年に連邦議会を通過したときは、法的な平等権を与えることなので議論の余地が無いように思われた。実際に修正条項が成立するためには38州の批准が必要だが、28の州が直ぐに批准した。シュラフリーは、左派にある反家庭フェミニストによって権力が握られ、伝統的な主婦には条件を悪くするものだと非難した。男性と同じ条件で女性が軍隊に徴兵されることを意味すると警告した。州毎にシュラフリーの組織したイーグル・フォーラムを通じてそれ以上の州批准の阻止に努め、また批准した州には取り消しを求めた。連邦議会は批准に必要な期間を延長し、フェミニスト団体は、まだ批准していない州の観光都市（例えばシカゴやニューオーリンズ）でボイコット運動を起こそうとした。しかしその効き目はなかった。男女平等権修正条項は成立せず、シュラフリーは保守派運動の中で反フェミニズムの代弁者となった。

### 1980年代

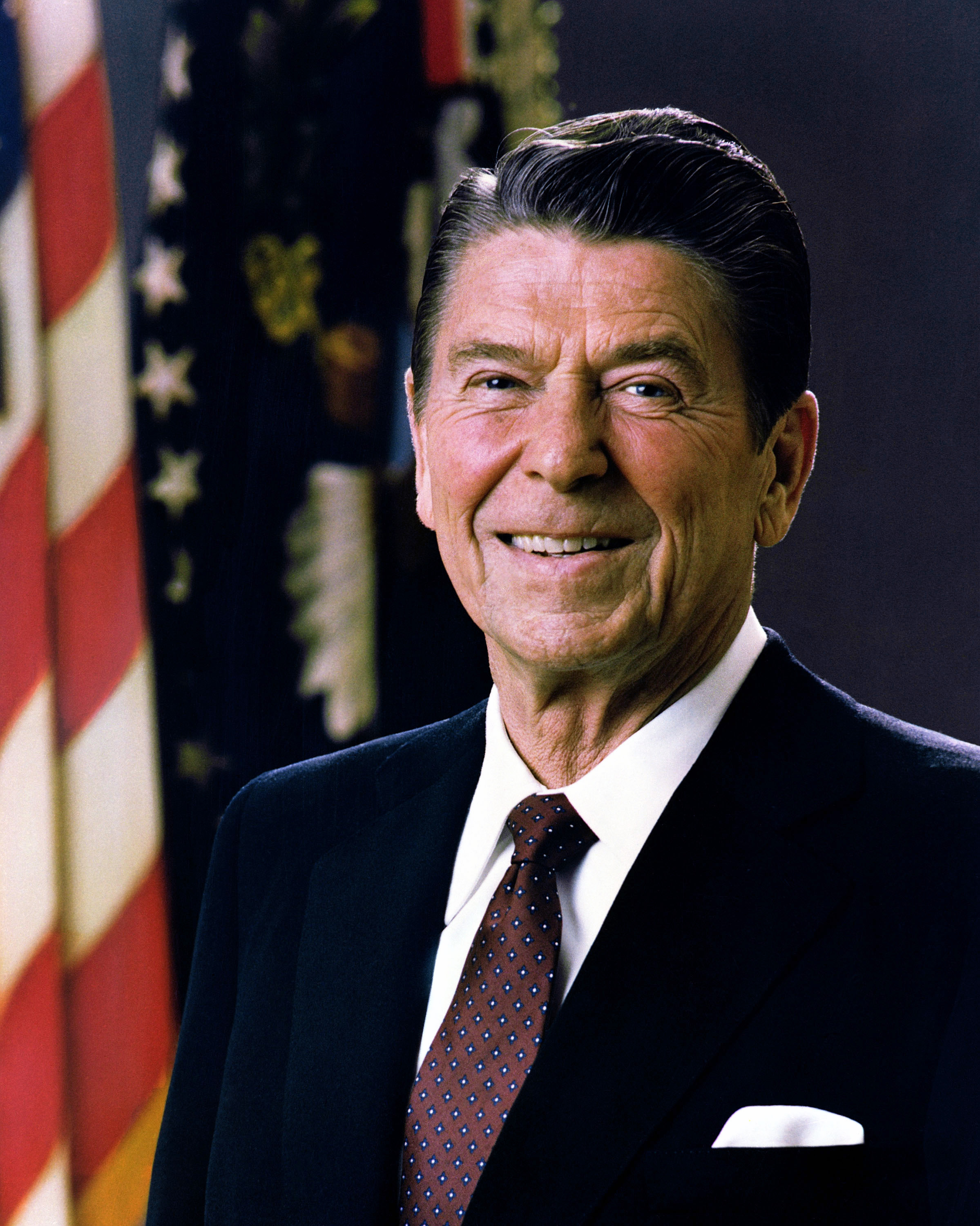
ロナルド・レーガン

#### レーガン時代：保守派の隆盛
レーガンが大統領に就任した日に、テヘランではイスラム過激派が人質を解放した。1980年大統領選挙での勝利で現代アメリカ保守派が権力を握った。共和党は1954年以来初めて上院での多数派となった。保守派の原則がレーガンの経済と外交政策を支配し、供給重視型経済とソビエト共産主義に対する厳格な反対が政権の哲学を定義した。レーガンの考え方は、この時代に影響力を劇的に増した保守派ヘリテージ財団に信奉・支持され、1984年大統領選挙の結果によって2期目にまで拡大され、レーガンとその上級補佐官達はヘリテージ財団に政策の誘導を求めた。
レーガンはアメリカ保守派運動の象徴として、アメリカの政治を転換させ、共和党の成功を促した者と、その支持者から見られている。その供給重視型経済を支持した経済保守派と、共産主義とソビエト連邦に対して確固たる姿勢を望んだ外交保守派、さらにはその宗教と社会の理想を識別した社会的保守派の連携をもたらした。レーガンはソビエト連邦を「悪の帝国」と名づけた。保守派はレーガン・ドクトリンも支持した。その下では、ソビエト連邦と同盟する政府に抵抗する内乱などに軍事面などの援助を提供した。このために当時のリベラル派からは主戦論者と揶揄されたが、保守派の歴史家はレーガンが冷戦に勝利したと主張している。
レーガンは保守主義を定義して次のように語った。
政府に対するレーガンの見解はトーマス・ジェファーソンの、特に強い中央政府に対する敵意から影響を受けた。1987年には「我々は依然としてジェファーソンの子供達である」と宣言した。「自由は政府が作るものではなく、政治権力における政府からの贈り物でもない。事実、政府に制限を課すことで、他の何物よりも多く確保されるものである。」レーガンはエイブラハム・リンカーンも賞賛し、引用することが多かった。
供給重視型経済がレーガン時代を支配した。大統領を務めた8年間で、国債は1980年の9,070億ドルから1988年の2兆6,000億ドルまで2倍以上に増加した。消費者物価は50％以上上昇した。しかし所得税率をカットしたにも拘わらず、国の所得税歳入は、1980年の2,440億ドルから1990年の4,670億ドルまで増加した。それ以前の政権では低下していた家族あたり実質収入中間値は、レーガン政権下で約10％増加した。1981年から1989年の期間はアメリカ史の中でも最も繁栄した期間であり、1,700万人分の職を創設した。

#### 1980年代以降のメディア
1980年代後半、保守派はラジオのトーク番組が再浮上することで新しい対話手段を獲得した。ラッシュ・リンボーは保守的な見解から最近の出来事について具体的で熱した議論を行う数多い全国的な聴取者がいることを証明した。他にも自分を保守派と言っている番組司会者として、マイケル・ペルートカ、ジム・クイン、デニス・ミラー、ベン・ファーガソン、ウィリアム・ジョン・ベネット、ラーズ・ラーソン、ショーン・ハニティー、ジョージ・ゴードン・リディ、ローラ・イングラハム、マイク・チャーチ、グレン・ベック、マーク・レビン、マイケル・サベージ、キム・ピーターソン、マイケル・リーガン、ジェイソン・ルイス、ケン・ハンブリンがいる。セイラム・ラジオ・ネットワークは、宗教寄りの共和党活動家集団を抱えており、その中には福音主義キリスト教徒のヒュー・ヒューイットやユダヤ系保守派のデニス・プレージャーとマイケル・メドベドが居る。人気のあるユダヤ系保守派ローラ・シュレシンジャーは親としてまた人としての忠告を行っているが、社会や政治の問題への発言が多い。2011年、トーク番組の週間聴取者数で最大はリンボーの1,500万人、ハニティーの1,400万人であり、グレン・ベック、マイケル・サベージ、マーク・レビンはそれぞれ900万人だった。聴取者は重なっており、各人が毎週いかにダイアルを合わせるかに掛かっている。
FOXニュースは、ビル・オライリー、ショーン・ハニティー、グレタ・ヴァン・サステレン、マイク・ハッカビー、シェパード・スミス、ニール・カブトなど保守派の司会者を登場させている。
保守派評論家デイビッド・フラムが、保守派トーク番組やフォックス・ニューズがアメリカの保守主義を害して来ており、極論では「政治哲学を市場論に」転換し、「悪い政治と偉大なテレビ」のような紛争を作っていると論じた。

### 1990年以降
1992年、ブッシュ大統領が「言うまでも無く、増税は無い」と約束したことを裏切ったので、多くの保守派が大統領を非難した。3つ巴となった1992年大統領選挙では、ポピュリストのロス・ペローが右派の支持者をかなり奪ったために、ブッシュは再選を果たせなかった。民主党のビル・クリントン大統領は国管理医療の計画で立ち往生し、1994年の中間選挙で共和党はニュート・ギングリッチの指導力で圧勝した。ギングリッチは共和党員として40年ぶりに下院議長の席に座った。ギングリッチは連邦政府予算をカットすることで辣腕を揮いすぎ、クリントンが盛り返して1996年にも再選を果たした。「アメリカとの契約」は多くの改革を約束したが、ニュー・ディール政策の中の福祉関連施策を終わらせること以外はほとんど成就できなかった。任期制限を課する全国的な動きは連邦議会にも届かなかった（最高裁判所が憲法の修正が必要と判断した）が、幾つかの州、特にカリフォルニア州では政治が動いた。雑誌「タイム」は、冷戦の終結とロナルド・レーガン政権の終了以来、アメリカ合衆国における自己同一性の危機が増していると報じた。

#### ジョージ・W・ブッシュ
2000年の大統領選挙は大接戦を演じた結果、共和党のジョージ・W・ブッシュが当選し、保守派活動家の新世代にワシントンの権力をもたらした。ブッシュは大議論の後で10年計画で減税を行い、2010年後半に再検討させるとした。「落ちこぼれ防止法」を超党派で成立させ、公立学校に初めて国の標準を課した。アメリカ同時多発テロ事件は国内を「対テロ戦争」で団結させ、2001年にアフガニスタン、2003年にはイラクに侵攻した。
ブッシュは連邦議会で共和党の支持を固め、2004年の大統領選挙で保守票を集めて再選された。2004年の出口調査では、アメリカ人有権者の34％は自分を「保守派」と同定し、そのうち84％はブッシュに投票した。対照的に「リベラル派」と答えたのは21％であり、そのうち13％がブッシュに投票した。「中道」と答えたのは45％であり、そのうち45％がブッシュに投票した。2000年の出口調査でもほぼ同様な結果を示していた。地区別ではブッシュが田園部の大半を制した。出口調査ではブッシュが田園部票の57％、郊外部票の52％、都市部票の45％を獲得していた。
2008年に金融システムが全壊に近づくと、ブッシュは銀行と自動車会社に大規模な救済策を発動した。しかし連邦議会の保守派の中には支持しない者が出た。リチャード・A・ビゲリーやウィリアム・F・バックリーなど著名保守派は、ブッシュが外交でも国内経済政策でも保守派ではないと決め付けた。

#### 2008年大統領選挙
2008年の共和党大統領候補指名争いは大混乱となり、結局ジョン・マケイン上院議員が勝者となり、民主党のバラク・オバマと争うことになった。マケインはアラスカ州知事のサラ・ペイリンを副大統領候補に指名し、当初共和党の指導層からは懐疑心をもって迎えられたが、ペイリンは多くの保守派を感動させ、右派の主要政治勢力となった。
2009年から2010年、連邦議会の共和党は、多数派の民主党の計画に対するほぼ全面的な反対で結束した。8,140億ドルの景気刺激策、投資会社に対する新しい規制、全てのアメリカ人に健康保険を求める計画に反対したが成功はしなかった。排出取引が議決に至らないようにし、化石燃料の燃焼が地球温暖化の原因ではないことをアメリカ人に説得する動きを続けた。オバマ政権の最初の2年間は経済成長が鈍化したままであり、共和党は金融危機解決の最善策として減税と事業の規制緩和政策に戻すよう要求した。保守派の執拗な攻撃の下で、オバマの支持率はその就任1年目に着実に低下を続け、その後はほぼ50対50で留まった。2008年の選挙でオバマを支持した層の一部、特に青年層と無党派層の支持が弱まった結果と考えられる。その結果、2010年の中間選挙では共和党が大勝した 。

外交政策では、保守派の中で特に新保守派や「ナショナル・レビュー」の輪にいた者達がオバマの政策を支持した。例えば、アフガニスタンへの増派、リビア反政府勢力支援のための空爆、さらには2011年5月にウサーマ・ビン・ラーディンを殺害した命令の後での対テロ戦争だった。2012年の課題は、イランが核兵器を作ることをやめさせるための外交と制裁措置の有効性である。

#### ティーパーティー

2010年8月のギャラップ調査結果、暗色の州では保守派が強い

保守主義の新しい要素が2009年からのティーパーティー運動であり、連邦政府と主要政党に怒った600以上の地方組織で構成されるポピュリストの草の根運動である。この運動の目的は政府による無駄遣いと考えられる出費、過剰な課税、お役所仕事の規制による経済の窒息を阻止することである。このティーパーティー運動は、60年間近くもケネディ兄弟が占有してきていたマサチューセッツ州選出アメリカ合衆国上院議員の議席を、共和党のスコット・ブラウンに取らせたことで全国的な注目を浴びた。2010年、ティーパーティー運動はアラスカ州、コロラド州、デラウェア州、フロリダ州、ネバダ州、ニューヨーク州、サウスカロライナ州、ユタ州などの予備選挙で、共和党の指名争いに番狂わせを起こし、中間選挙の保守側に新しい動きを与え、サラ・ポーリンの存在を浮き出させた。ラスムッセンとシェーンは、「彼女（ポーリン）はこの運動の象徴的な指導者であり、他の誰よりもその形成に力があった」と結論付けた（2010年）。2010年秋の選挙で、「ニューヨーク・タイムズ」は、下院議員候補者のうち129人、上院議員候補者のうち9人はティーパーティーの支持を得ており、全てが共和党員であり、民主党には働きかけていないことを明らかにした。
下院の共和党は多数派を取り戻すことに楽観的であり、2010年9月に「アメリカに対する誓約」を発表した。その中で、ブッシュが定めた減税の延長（富者に対するものを含む）、景気刺激策でまだ使われていなかった2,500億ドルの取り消し、および「患者保護と支出できる医療費法」の撤廃を撤廃し、医療過誤訴訟の制限など保守派の提案する法に置き換えることを要求した。
ティーパーティー自体は、リバタリアンや社会的保守派など様々な見解を持つ保守派の集合である。その支持者の大半が「政府に怒りを感ずる者」と自己同定している。ある調査では、ティーパーティーの支持者は、同性結婚、人工中絶、移民さらには地球温暖化などの社会問題について一般的共和党員の態度とは異なっていることが分かった。しかし、人工中絶やゲイの権利に関する議論はティーパーティーの指導層から軽く見られているのも事実である。2010年の選挙に向かう中で、ティーパーティーの候補者の大半は連邦政府の歳出と赤字に問題を集中し、外交政策はほとんど問題にしなかった。
ティーパーティーには中央組織が無く、明確な広報担当も居ないので、「ザ・ウィークリー・スタンダード」のマシュー・コンティネッティは「単一のティーパーティーは無い。その名前は多くの異なる集団を包含する傘である。この傘の下で、毛織の縁からロン・ポールの支持者まで、繁栄を願うアメリカ人から宗教的保守派まで、無党派層、および以前は政治で活動して来なかった市民まで誰でも見出すことになる。その傘は巨大である。」と語った。
ギャラップ調査の編集者は2010年に、「今年の選挙では、保守派がリベラル派よりも投票に熱心であることに加え、その熱狂による相対的効果は近年稀に見るものである。」と述べた。

## 保守主義の派閥
今日のアメリカ合衆国で、「保守主義」という言葉は過去に使われていた意味合い、さらには現在世界の他の場所で使われている意味合いとは異なって使われる場合が多い。1776年に独立を宣言した後のアメリカ人は、土地付きの貴族政治、国教会および強力で一流の軍隊といったヨーロッパ保守主義の中核概念を拒否した。
1960年代のバリー・ゴールドウォーターは「自由事業」保守主義を提案した。1980年代のジェリー・ファルエルは伝統的な道徳と宗教の社会的価値観を説いた。これらの集団を選挙で協力させたのがレーガンの挑戦だった。
21世紀のアメリカで、自分達を保守派と呼んでいる集団は以下の通りである。
- 伝統保守主義、政府や社会制度における急激な変化に反対する者。この種の保守主義は目的（如何なる特別な政府形態）よりも手段（緩りとした変化）を強調する限り、反思想的なものである。伝統主義者にとって、右派のあるいは左派の政府に到達するかということは、変化が革命や急激な革新によってよりも法の規制によって行われるかということよりも重要ではない。
- キリスト教保守主義、保守的なキリスト教徒は主に家族の価値観について興味がある。典型的な姿勢としては、アメリカ合衆国がキリスト教徒の国として設立されたこと、人工中絶は悪いこと、学校では礼拝が行われるべきこと、結婚は一人の男と一人の女の間で行われるべきであり、同性の間では行うべきではないこと、などがある。多くの者はメディアや映画での不敬表現や性的表現を攻撃している。
- 「小さな政府」保守主義、連邦政府の役割を減らすことを求めている。トーマス・ジェファーソンやジェームズ・マディソンの考え方に従い、強力な中央政府に懐疑的である。
- 新保守主義、民主主義を世界に広げるために、より攻撃的で干渉主義の外交政策を支持する新しい保守主義の形態。国内では活動的な政府に寛容であるが、大半は国際事情に集中している。新保守主義は先ず不満を抱いたリベラル派集団によって謳われ、その知的な創設者とされることの多いアーヴィング・クリストルが、「現実に失望したリベラル派」として新保守主義を定義した。元々は国内政策へのアプローチと見なされていたが（クリストルが道具に使った定期刊行物「ザ・パブリック・インタレスト」は外交政策を扱っていなかった）、リチャード・チェイニー、ロバート・ケーガン、リチャード・パール、ケネス・エイデルマン、アービングの息子のビル・クリストル、などの人物の影響により、ジョージ・W・ブッシュ政権の外交政策に関わったことで有名になった。ブッシュ政権の2期の間に国内で最も著名で影響力のあった保守派は、その思想的な方向付けで「新保守主義」と考えられた[198]。
- 超保守主義、1980年代に新保守主義に対する反応として表れ、伝統、特にキリスト教徒の伝統を重んじ、伝統的な家庭の社会に重要であるとしている。例えばサミュエル・P・ハンティントンなどは、多人種、多民族、および平等主義の国は本質的に不安定であると主張している[199]。超保守主義は概して孤立主義であり、海外への影響力について懐疑的である。雑誌「クロニクルズ」や「ジ・アメリカン・コンサーバティブ」が、その性質から超保守主義と一般に見なされている。
- リバタリアン保守主義、リバタリアンとの融合であり、アメリカ合衆国憲法、特に連邦政府の権限について厳密な解釈を強調している。事業寄りの社会的中道派、州の権限のより厳格な執行を好む者、個々の自由活動家、および財政的な信念の前に社会的自由の思想を置く者達など、幅広く、時には相矛盾する者達の連衡である。その思考形態は自由放任経済や連邦政府に対する批判的見解に傾きがちである。個人の自由を強調することは、社会的保守派と対照的な立場に置くことになる。保守主義のリバタリアン派は、孤立主義的超保守主義者が新保守主義者と交わす論争と似たものになる可能性がある。しかし、リバタリアン保守主義は軍事的に干渉主義であるか、あるいは他のリバタリアンよりも軍事力を大きく支持することになる。対照的に地方政府を強く好むことで、国際的な政府に反対することが多くなっている。

### 思想と政治哲学
古典的な保守主義は反思想的になりがちであり、反哲学的と言う者すらいる。ラッセル・カークが説明しているように「処方と偏見」の着実な流れを促している。カークの言う「偏見」は侮蔑的な含蓄があるものを意図していない。保守主義自体は時代の知恵を引き継いだものであり、個人の明らかに理性的な判断よりも良いガイドになり得ると考えている。
古典的な保守主義と対比させて「社会的保守主義」と「財政的保守主義」が結果として生まれた。
社会的保守主義には伝統的なものと宗教的なものの互いに輻輳する2つの小区分がある。伝統的保守主義は伝統的な行動規範、特に社会の変化で脅威になると感じられるようなものを強く支持している。例えば戦闘に女性兵士を使うことに反対する可能性がある。宗教的保守主義は宗教的権威者あるいは法典で述べられたように社会を運営することに重きを置いている。アメリカ合衆国ではこれが、人工中絶や同性愛に対する反対のような道徳的問題に関する強硬姿勢に解釈される。宗教的保守主義は「アメリカ合衆国はキリスト教徒の国であり」、キリスト教道徳を強制する法を好むと主張することが多い。
財政的保守主義は小さな政府、少ない課税、バランスの取れた予算を支持している。少ない税金は全ての人々に多くの職と富を生み出し、さらにはグロバー・クリーブランド大統領が言っていたように、「不必要な課税は不公正な課税である」と論じている。相続税に反対する最近の動きはそれを「死の税金」のような課税だと言った。財政的保守主義は、自由市場での競争が産業の規制よりも効果的だと論じることが多い。トラストや独占には例外を挙げることもある。リベタリアンやルートヴィヒ・フォン・ミーゼスの追随者は、経済に対する政府の介入の全てが、無駄で、腐敗で、不道徳だと考えている。少し中庸な財政的保守主義は、「自由市場経済」が経済成長を図るための元も効率的な方法と論じ、道徳的な原則に基づくのではなく、それがまさに「働く」と考える故に実用的にその考えを支持している。
現代のアメリカ財政的保守主義者の大半は、憲法で具体的には線引きされていない社会保障費を認めている。この意味で、古典的保守主義と当代の結果論的政治哲学の間に存在している。
20世紀の大半を通じて、時としては全く異なる保守主義の流れを取りまとめる主要な力、またその中でリベラルなまた社会主義的提唱者と共に保守主義を纏める推進力は、共産主義に対する反対である。それは伝統的秩序の敵であるばかりではなく、西洋の自由と民主主義の敵でもある。1945年から1947年にトルーマン政権をしてソビエト共産主義に対抗する強い姿勢を採らせたのは、社会主義を取り入れたイギリス労働党政権だった。1980年代、アメリカ合衆国政府は、テロリストが共産主義と戦っている故に、イスラム系テロリストを武装させ支持するために巨額の金を遣った。

### 社会保守主義と伝統
アメリカ合衆国の社会保守主義は伝統的社会規範とユダヤ・キリスト教の価値観の防衛である。通常は宗教的近代文化保守主義に根があり、「小さな政府」や「州の権限」を唱える者達とは対照的に、ゲイの結婚や銃の所持規制を認める州法のような受け容れられない州法を覆すために、連邦政府が州の上に来るように仕向けるようになった。
社会保守主義はアメリカの民族主義や愛国主義と強く結び付けられる傾向にある。反戦抗議者を非難し、警官や軍隊を激励することが多い。軍事制度は、栄誉、義務、勇気、忠誠、および個人が国のために良かれというものに進んで犠牲となる精神のような中核となる価値観を体現していると考える。
保守派の中には、あまりにリベラルだと考える判事を非難する者もいるが、多くは、2010年の医療法に対抗し、大麻の医療用途の合法化や安楽死のような法を覆すために連邦裁判所を利用しようとしている。
1966年のリチャード・ホフスタッターは、保守主義に対する反対が1890年頃から知性派の間で普通のことになったと主張した。1920年代、宗教的原理主義者、例えばウィリアム・ベル・ライリーやウィリアム・ジェニングス・ブライアン（リベラル派民主党）が、ダーウィニズムすなわち進化論との戦いを指導した。この戦いは現在も続いている。さらに最近では、反知識主義の保守派がエリート、専門家、科学者、公立学校と大学に対する攻撃という形態を採ってきた。
共和党はその綱領に社会的に保守的な考えを取り入れている最大の政党である。
社会保守主義は南部で最も強く、近年ではロナルド・レーガン、ジョージ・W・ブッシュ、およびサラ・ポーリンの政治連衡で重要な役割を果たした。

### 財政的保守主義
財政的保守主義は政府の課税と歳出の規制を提唱する経済と政治の政策である。19世紀以来、負債は政治を腐敗させるものと主張してきた。大きな支出は人々の道徳を破壊し、国債は危険な投機家階級を生むと論じている。バランスの取れた予算を好む論議は、政府の福祉政策がぎりぎりで調整されるべきであり、税率は低くあるべきという考えと組み合わされることが多く、比較的小さな政府を示唆している。
小さな政府という概念は財政的保守主義と組み合わされて、幅広い「経済的自由主義」を生み出し、経済における政府干渉の最小化あるいは「自由放任」政策を実施することを望んでいる。この「経済的自由主義」は2つの思想学派から来ている。すなわち、古典的リベラルの実用主義と「権利｣のリバタリアン的思想である。古典的リベラルは自由市場が最善であると考え、リバタリアンは自由市場が唯一の倫理的市場であるとしている。
アメリカ合衆国における保守主義の経済哲学は経済的自由をより多く認めるリベラルな方向に傾きがちである。「経済的自由主義」は財政的慎重さへの財政的保守主義の関心を超えて、政府が市場に介入するのは分別が無いという信念や原則まで行き着くことがある。さらには幅広い「小さな政府」哲学まで広げられもする。経済的自由主義は自由市場あるいは自由放任経済に関わっている。
経済的自由主義は、それが「理論」だと言う限りにおいて、アダム・スミス、フリードリヒ・ハイエク、ミルトン・フリードマン、ルートヴィヒ・フォン・ミーゼスの流れを汲む「古典的自由主義」の伝統にその起源を負っている。
「古典的リベラル」と「リバタリアン」は道徳と理論で自由市場を支持している。個人の自由の原則は道徳的に自由市場の支持に行き着く。自由市場のための道徳基盤を支持した者として、アイン・ランドやルートヴィヒ・フォン・ミーゼスが居る。リベラルの伝統は政府の権限を疑い、個人の選択を好むので、資本主義経済を経済目標に達するための好ましい手段と見る傾向にある。
一方で現代の保守主義は実用的な根拠から自由市場への支持を引き出している。自由市場は最も生産的な市場であると論じている。現代の保守主義者は必要性からではなく、便宜性から自由市場を支持している。この支持は道徳からでも理論からでもなく、最善に働くものが正しいものであるというエドマンド・バークの公式から導き出されている。
保守主義者が、経済において政府の役割が小さいほうを支持するもう1つの理由は、市民社会の重要性を信じていることである。アレクシ・ド・トクヴィルが述べているように、経済で政府が大きな役割を担うと、人々に社会に対する責任を感じなくさせるという考えもある。この責任感は政府によって肩代わりされる必要性が出てきて、高い税を必要とするようになる。トクヴィルの著作『アメリカのデモクラシー』では「やわらかい抑圧」として表現されている。
古典的なリベラル派と現代の保守主義が、歴史的に異なる手段で自由市場に行き着く一方で、今日ではその線引きが不明になってきた。自由市場は「単純により生産的」か「単純にものごとを行う権利」と政治家が主張することは滅多になく、その両方の組み合わせである。この不明瞭さは保守運動の「傘」の下で古典的なリベラル派と現代の保守主義が融合したまさにその産物である。
20世紀後半で典型的な自由市場保守政権は、イギリスのマーガレット・サッチャーとアメリカ合衆国のロナルド・レーガン政権であり、どちらも当代の現代保守主義の礎石となるべく、市場の操作に足枷を外した（この哲学は批評家や左派から新自由主義と呼ばれている）。その目的のために、サッチャーは産業や公営住宅を民営化し、レーガンはキャピタルゲイン最大税率を28％から20％に減らしたが、その2期目には28％に戻すことに合意した。レーガンは防衛費予算の増額を望み、それを達成した。リベラル派民主党が国内予算のカットは防止した。レーガンは連邦政府予算の急激な増加を制御せず、赤字を減らそうともしなかったが、国内総生産の比率として表現されればその残したものはより良く見える。レーガンが大統領に就任した1981年のGDP比連邦歳入は19.6％であり、離任した1989年にはそれが18.3％にまで落ちた。連邦歳出のGDP比は22.2％から21.2％と歳入より小幅に下がった。この数字を2004年のものと比べると、連邦歳出は10年前と比べて急速に増加している。

## 支持層

### 選挙の結果
アメリカ合衆国で共和党は1890年代以降保守派の党だったが、東部の強いリベラル派もあった。1964年以降は保守派が大半を支配した。一方民主党の保守派は南部を地盤に公民権運動に強く抵抗し、そして弱くなった。最も劇的な変化は白人の南部で起こっており、1960年に民主党3対1共和党だったのが、2000年には共和党3対1民主党に変わった。
さらにリバタリアン党および共和党の中のいくらかを含めたアメリカのリバタリアンは、経済や社会のかなりの変化を提唱したとしても自分達を保守派と見ている。例えば福祉施策を廃止させたり、薬物政策を自由化させてもである。これらの変化は、彼らが伝統的なアメリカの価値観と見なす個人の自由精神を満たすものであるので、保守的な政策だと見ている。しかし、ケイトー研究所のような多くのリバタリアン・シンクタンク、およびデイビッド・ボーズのようなリバタリアン知識人は、「社会的にリベラルで財政的に保守的」とリバタリアンを定義している。
一方で自由市場を支持していなくても、自分のことを保守派と見るアメリカ人が居る。これらの人々は概して、アメリカ人の職を守るために保護主義貿易政策と政府による市場介入を好んでいる。これら保守派の多くは元々新自由主義の支持者であり、中国などがアメリカ製品の犠牲の上に保護貿易から恩恵を受けていることが分かると立場を変えた者である。しかし、彼らは保護貿易を支持したにも拘わらず、低い税額、小さな政府、バランスの取れた予算など自由市場哲学の他の要素は支持する傾向にある。

### 地理的な特徴
地理的に、南部、グレートプレーンズ、ロッキー山脈州およびアラスカ州は保守派の強い地盤である。「左海岸」（カリフォルニア州、オレゴン州、ワシントン州）と北東部はリベラル派の地盤であるが、その中に保守派の強い地域が点在している。保守派は田園部で最強であり、準郊外や郊外地域では強い方である。ただしリベラル派の都市は民主党の強い郊外を持つ傾向にある。大都市圏の中核部はリベラル派であり民主党支持である。各州の中でも都市部、郊外部、準郊外部、田園部の色分けがある。

### 教育界における支持率
一方、アメリカ合衆国の教育機関における教員の政治的傾向の調査によれば、保守はリベラルより劣勢であり、特に大学でこの傾向が強く、大学の人文学専攻での割合は共和党支持者1人に対して民主党支持者5人、社会科学系では共和党支持者1人に対して民主党支持者8人にのぼった。アメリカの四年制の大学教授を対象とした調査では、50%が民主党、39%が支持政党なし、11%が共和党支持で、二年制大学を含む全大学教授を対象とした調査では、51%が民主党、35%が支持政党なし、14%が共和党だった。リベラル優勢の傾向は、エリート校になるにつれ高まり、四年制のリベラルアーツ系大学と博士課程を持つエリート大学の方が、コミュニティカレッジよりも、リベラルの割合が高い。また、K-12（幼稚園から高校）の教育でも同様で、K-12の公立校の先生の支持政党は、45%が民主党、30%が共和党、25%が支持政党なしという結果だった。
|                            | 民主党 | 共和党 | 支持政党なし |
| -------------------------- | ------ | ------ | ------------ |
| 四年制大学教員             | 50%    | 11%    | 39%          |
| 二年制大学を含む全大学教員 | 51%    | 14%    | 35%          |
| K-12（幼稚園から高校）教員 | 45%    | 30%    | 25%          |

## アメリカ司法界と保守主義

### 裁判所
ウィリアム・ハワード・タフトが体現した保守主義の流れは、公正さの専門家と憲法の最後の番人としての独立した判事を誉めそやしている。1910年、セオドア・ルーズベルトはその法律家の友人の大半と袂を分かち、州裁判所による歓迎されない判決を覆すために住民投票を要求した。タフトはその古い友人（ルーズベルト）を非難し、保守派に呼びかけてルーズベルトの1912年共和党大統領候補指名を行わせないようにした。タフトと保守派共和党は1930年代後半まで最高裁判所を支配した。
リベラル派民主党のフランクリン・ルーズベルト大統領は1937年に直接最高裁判所を攻撃しなかったが、新しく7人の判事を加えることで、反撃の狼煙を上げた。保守派民主党員は直ちにルーズベルトと決別し、その提案を廃案にさせ、保守派連衡を作り上げた。リベラル派は判事の交代で裁判所を支配したが、議会の支配は失った。すなわち、裁判所は議会が通したリベラルな法を違法とはしなかったが、1937年から1960年の間はそのような法の数が大変少なかった。
保守派の最近の異分子は「司法の行動主義」を批判している。「司法の行動主義」とはすなわち、その判決を使って政策を支配する判事であり、1960年代のウォーレン・コートの路線に沿っている。選挙区の再編、人種差別撤廃、犯罪被告の権利に関する判決では保守派の攻撃に曝されてきた。その姿勢は、トーマス・ジェファーソンが連邦党側の判事を激しく攻撃したことや、エイブラハム・リンカーンが1857年の「ドレッド・スコット対サンフォード事件」を攻撃したことに通じるものである。

#### 始原主義
1970年代に興った異分子は「始原主義」である。これはアメリカ合衆国憲法が採択されたときに意味していたことに光を当てて、可能な限り最大限に解釈すべきという主張である。始原主義は類似した保守理論である「厳格構造主義」とは区別すべきである。厳格構造主義は憲法の解釈を書かれたままに行うが、必ずしも採択された時点の文章には留まらない。現代では、最高裁判所判事のアントニン・スカリア、元連邦裁判所判事のロバート・ボークなど保守派の法学者が始原主義を唱えている。

## 環境保護主義と保守主義
保守派はヨセミテ渓谷の保護からアメリカ合衆国環境保護庁の創設まで、環境保護を支持してきた。しかし、環境保護主義そのものには反対していることは注目されている。環境保護運動家は「ツリー・ハガー」（木を抱きしめる人）と揶揄しており、また1980年代にレーガン大統領はジェイムズ・G・ワットを内務長官に指名した。保守系シンクタンクは地球温暖化に対する懐疑論を発信している。現在の地球温暖化が人為的であるという科学的コンセンサスを否定する人物は保守派に多い。
一方で、republicEnや若年層の共和党員のように、環境問題に対して市場ベースの解決策を提案する保守派も一部存在する。

## 保守主義の語彙

### デモクラット
20世紀後半、保守派は新しい言葉の使い方を見出し、メディアはその目的を支持して政治論の語彙を形作った。かくして、デモクラット（"Democrat"）は形容詞となった。「デモクラット党」は、1940年代に共和党が、巨大な民主党マシーンが権威主義で非民主的な流儀で動いていることを批判したときに初めて使われた。共和党指導者ハロルド・スタッセンは1940年に、「ニュージャージー州のハーグ、ミズーリ州のペンダーガスト、シカゴのケリー・ナッシュによって当時の大きな手段で支配されている党は「民主党」と呼ぶべきではない。「デモクラット党」と呼ぶべきである。」と述べた。
1947年、ロバート・タフト上院議員は「デモクラット党とデモクラットの大統領から現在の条件下では他の政策を期待できない。彼らはソリッドサウスの支持だけでは選挙に勝てないであろうし、その政治的戦略家は、南部のデモクラット党がその同盟者の提案する如何なる急進的なものでも拒否することはないだろうと考えている。」と語った。「デモクラット」を形容詞として使うことは、共和党の1948年以降の綱領、および2001年から2008年のホワイトハウスでの記者発表や演説で標準になった。

### 「社会主義」
19世紀後半以降、「社会主義」（あるいは忍び寄る社会主義）という言葉は、政府の役割を拡大するようなリベラルな予算あるいは課税計画を保守派が攻撃するときの別称として使われることが多い。この意味では、政府が生産手段を国有しているとか、様々な社会主義政党とはほとんど関係が無い。ウィリアム・アレン・ホワイトは、1896年の大統領候補ウィリアム・ジェニングス・ブライアンを、「この選挙はアメリカ主義を維持しようというのか、あるいは社会主義を植えつけようというのか」と警告して攻撃した。

## 歴史学
近年の歴史家は、アメリカ近代史における保守主義の役割を再考する必要があると論じている。重要な新しい考え方は、自由主義が支配的な精神であるという古い常識を拒否している。労働史学者のジェファーソン・コーウィやニック・サルバトーレは、ニュー・ディール政策が不況に対する短期間の対応であり、福祉に対する恒久的な関わりにはなっていないと論じ、いかなる長期間でも自由主義を体現するためには、アメリカは常に個人主義であり、労働組合に対しては敵対的だったと主張している。この新しい解釈は1920年代以降保守主義がアメリカ政治をほとんど支配してきており、ニュー・ディール時代（1933年-1936年）と偉大な社会の時代（1963年-1966年）が数少ない例外だとするものである。しかし、ゼリザーは「保守主義の一貫性は過大に言われている。その動きはニュー・ディール連衡と同じくらい壊れやすい。政策の変更は保守派が期待した以上に難しいものであることが分かってきた。」と論じている。ゼリザーは保守派が行った主要変化の領域を4つ見出した。すなわち、国内政策の縮小、税金の削減、規制緩和、および労働組合への反対である。「実を言えば、自由主義は保守主義の興隆にも生き残った」と結論付けている。

### アメリカ例外主義
学者達は「アメリカ例外主義」について議論を重ねてきており、イギリスやヨーロッパの保守主義はアメリカの伝統にほとんどあるいは何も関係が無いという理論になっている。政治学者のルイス・ハーツに拠れば、アメリカ合衆国は封建制度の時代が無かったので、その社会はリベラルな原則で統合され、「ホイッグ」と民主党の間の紛争はリベラルな枠組みの中での紛争だったとしている。この見解では、アメリカで「保守主義」と呼ぶものは、ヨーロッパの保守主義（その忠誠、土地所有による貴族制、エリート役人の集まり、および国教会）ではないが、むしろ経済的自由と起業家精神に重きを置く19世紀の古典的自由主義である。バークの保守主義が全ての社会に適用され得る普遍的原則を持っているという見解には対照をなしている。別の見解がラッセル・カークの著作『保守的心理』に見られる。カークは、アメリカの独立が「イギリスの伝統政治において、王政による革新に対する保守的反応だった」と論じた。カークの理論は、M・モートン・オイアーバッハの著作『保守主義の幻想』で批判された。テオドール・アドルノとリチャード・ホフスタッターは現代アメリカの保守主義が、「アメリカ人の生活、伝統、制度に不満であるので」また「真の保守主義の温和で妥協する精神をほとんど共有していないので」、「似非保守主義だ」と述べた。

## 著名な人物
| 政治家 - ジョン・カルフーン副大統領（1782年-1850年） - グロバー・クリーブランド大統領（1837年-1908年） - ウィリアム・マッキンリー大統領（1843年-1901年） - エリフ・ルート国務長官（1845年-1937年） - カルビン・クーリッジ大統領（1872年-1933年） - ハワード・W・スミス下院議員（1883年-1976年） - ロバート・タフト上院議員（1889年-1953年） - ドワイト・D・アイゼンハワー大統領（1890年-1969年） - リチャード・ラッセル・ジュニア上院議員（1897年-1971年） - ストローム・サーモンド上院議員（1902年-2003年） - クレア・ブース・ルース大使（1903年-1987年） - ジョセフ・マッカーシー上院議員（1908年-1957年） - バリー・ゴールドウォーター上院議員（1909年-1998年）、1964年共和党大統領候補 - ロナルド・レーガン大統領（1911年-2004年） - リチャード・ニクソン大統領（1913年-1994年） - ジェシー・ヘルムズ上院議員（1921年-2008年） - ロバート・ドール上院多数党院内総務（1923年-）、1996年共和党大統領候補 - ヘンリー・キッシンジャー国務長官（1923年-） - ジーン・カークパトリック国連大使（1926年-2006年） - ドナルド・ラムズフェルド国防長官（1932年-） - ジェイムズ・インホフ上院議員（1934年-） - ラリー・マクドナルド下院議員（1935年-1983年） - ジャック・ケンプ下院議員（1935年-2009年） - ロン・ポール下院議員（1935年-） - ジョン・マケイン上院議員（1939年-）, 2008年共和党大統領候補 - ディック・アーミー下院多数党院内総務（1940年-） - リチャード・チェイニー副大統領（1941年-） - ジョン・アシュクロフト司法長官（1942年-） - ミッチ・マコーネル上院少数党院内総務（1942年-） - ニュート・ギングリッチ下院議長（1943年-） - ジョージ・W・ブッシュ大統領（1946年-） - ミット・ロムニー知事（1947年-） - トム・ディレイ下院多数党院内総務（1947年-） - ジョン・ボルトン国連大使（1948年-） - ジョン・ベイナー下院議長（1949年-） - リック・ペリー知事（1950年-） - ジム・デミント上院議員（1951年-） - ボブ・マクドネル知事（1954年-） - コンドリーザ・ライス国務長官（1954年-） - マイク・ハッカビー知事（1955年-） - アルバート・ゴンザレス司法長官（1955年-） - ミシェル・バックマン下院議員（1956年-） - リック・サントラム上院議員（1958年-） - マイケル・スティール共和党全国委員会議長（1958年-） - ルイス・フォルツノ知事（1960年-） - アレン・ウェスト下院議員（1961年-） - クリス・クリスティ知事（1962年-） - エリク・キャンター下院多数党院内総務（1963年-） - ランド・ポール上院議員（1963年-） - サラ・ペイリン知事（1964年-） - スコット・ウォーカー知事（1967年-） - ポール・ライアン下院議員（1970年-） - ボビー・ジンダル知事（1971年-） - マルコ・ルビオ上院議員（1971年-） 知識人と活動家 - ウィリアム・グラハム・サムナー（1840年-1910年） - アルバート・ジェイ・ノック（1873年-1945年） - フリードリヒ・ハイエク（1899年-1992年） - レオ・シュトラウス（1899年-1973年） - ロバート・W・ウェルチ（1900年-1985年） - ホイッタカー・チェンバーズ（1901年-1961年） - アイン・ランド（1905年-1982年） - リチャード・M・ウィーバー（1910年-1963年） - ジョージ・スティグラー（1911年-1991年） - ミルトン・フリードマン（1912年-2006年） - ロバート・ニスベット（1913年-1996年） - ラッセル・カーク（1918年-1994年） - アーヴィング・クリストル（1920年-2009年） - フィリス・シュラフリー（1924年-） - ウィリアム・F・バックリー・ジュニア（1925年-2008年） - サミュエル・P・ハンティントン（1927年-2008年） - ノーマン・ポドレツ（1930年-） - トマス・ソーウェル（1930年-） - ジェイムズ・Q・ウィルソン（1931年-） - ロバート・ノバーク（1931年-2009年） - ウォルター・ウィリアムズ（1936年-） - パット・ブキャナン（1938年-） - ポール・ゴットフリード（1941年-） - ジョージ・ウィル（1941年-） - カル・トーマス（1942年-） - ベイ・ブキャナン（1948年-） - ペギー・ヌーナン（1950年-） - チャールズ・クラウトハマー（1950年-） - カール・ローヴ（1950年-） - リー・アットウォーター（1951年-1991年） - ウィリアム・クリストル（1952年-） - メアリー・マタリン（1953年-） - ブレント・ボーゼル（1955年-） - パメラ・ゲラー（1958年-） - アン・コールター（1961年-） - エリザベス・チェイニー（1966年-） - ジョナ・ゴールドバーグ（1969年-） - ミシェル・マルキン（1970年-） - エリク・エリクソン（1975年-） - S・E・カップ（1979年-） | 財団 - アドルフ・クアーズ財団 - ブラドリー財団 - コッホ・ファミリー財団 - スカイフ財団 - ジョン・M・オリン財団、2005年閉鎖 メディア司会者、ラジオ司会者、ブロガー - ボブ・グラント（1929年-） - ロジャー・エイルズ（1940年-） - マイケル・サベージ（1942年-） - ウィリアム・ジョン・ベネット（1943年-） - ニール・ボーツ（1945年-） - ハーマン・ケイン（1945年-） - ルー・ドブス（1945年-） - ジョン・ギブソン（1946年-） - ドナルド・トランプ（1946年-） - ビル・カニンガム（1947年-） - ローラ・シュレシンジャー（1947年-） - マイケル・メドベド（1948年-） - デニス・プレイジャー（1948年-） - ジェシー・リー・ピーターソン（1949年-） - ビル・オライリー（1949年-） - アラン・キーズ（1950年-） - サンディ・ライオス（1951年-） - ラッシュ・リンボー（1951年-） - ラリー・エルダー（1952年-） - ジョセフ・ファラー（1954年-） - トニー・スノウ（1955年-2008年） - ヒュー・ヒューイット（1956年-） - マーク・レビン（1957年-） - ニール・カブト（1958年-） - デイブ・ラムジー（1960年-） - ショーン・ハニティー（1961年-） - グレン・ベック（1964年-） - ローラ・イングラハム（1964年-） - マット・ドラッジ（1966年-） - モニカ・クロウリー（1968年-） - アンドルー・ブライトバート（1969年-2012年） - タッカー・カールソン（1969年-） - ダナ・ペリノ（1972年-） シンクタンク - アクトン研究所 - アメリカン・エンタープライズ公共政策研究所 - ケイトー研究所 - フリーダムワークス - ヘリテージ財団 - フーヴァー戦争・革命・平和研究所 - マンハッタン研究所 - アメリカ新世紀プロジェクト - ロックフォード研究所 雑誌とメディア - ウォール・ストリート・ジャーナル - FOXニュース - コメンタリー - ナショナル・レビュー - アメリカン・スペクテーター - ポリシー・レビュー - ウィークリー・スタンダード - アメリカン・コンサーバティブ - ヒュマニタス - モダンエージ - ファーストシングズ - クロニクルズ・マガジン - ヒューマン・イベンツ 組織 - イーグル・フォーラム - 連邦主義協会 - フォーカス・オン・ザ・ファミリー - 大学間学問研究所 - 全米ライフル協会 - アメリカ合衆国商工会議所 - アメリカンズ・フォー・プロスペリティ - アメリカン・ソリューションズ・フォー・ウィニング・ザ・フューチャー、2011年閉鎖 - ジョン・バーチ協会 - カウンシル・オブ・コンサーバティブ・シティズンズ - ティーパーティー運動 保守政治で活動した宗教活動家 - ハル・リンゼイ（1929年-） - パット・ロバートソン（1930年-） - ジャック・ヴァン・インペ（1931年-） - ジェリー・ファルエル（1933年-2007年） - ジェームス・ドブソン（1936年-） - ジョン・ハギー（1940年-） - リチャード・D・ランド（1946年-） - ビル・ドナヒュー（1947年-） - ラルフ・E・リード・ジュニア（1961年-） - トニー・パーキンス（1963年-） 法学者 - ウィリアム・タフト最高裁長官、大統領（1857年-1930年） - チャールズ・エヴァンズ・ヒューズ最高裁長官（1868年-1948年） - ウィリアム・レンキスト最高裁長官（1924年-2005年） - ジョン・ロバーツ最高裁長官（1955年-） - アントニン・スカリア最高裁判事（1936年-） - クラレンス・トーマス最高裁判事（1948年-） - サミュエル・アリート最高裁判事（1950年-） - ロバート・ボーク判事（1927年-） - リチャード・アレン・ポズナー判事（1939年-） |  |